# Métro sur pneumatiques
 (mars 2013).
Si vous disposez d'ouvrages ou d'articles de référence ou si vous connaissez des sites web de qualité traitant du thème abordé ici, merci de compléter l'article en donnant les références utiles à sa vérifiabilité et en les liant à la section « Notes et références ».
Pour un article plus général, voir Métro.

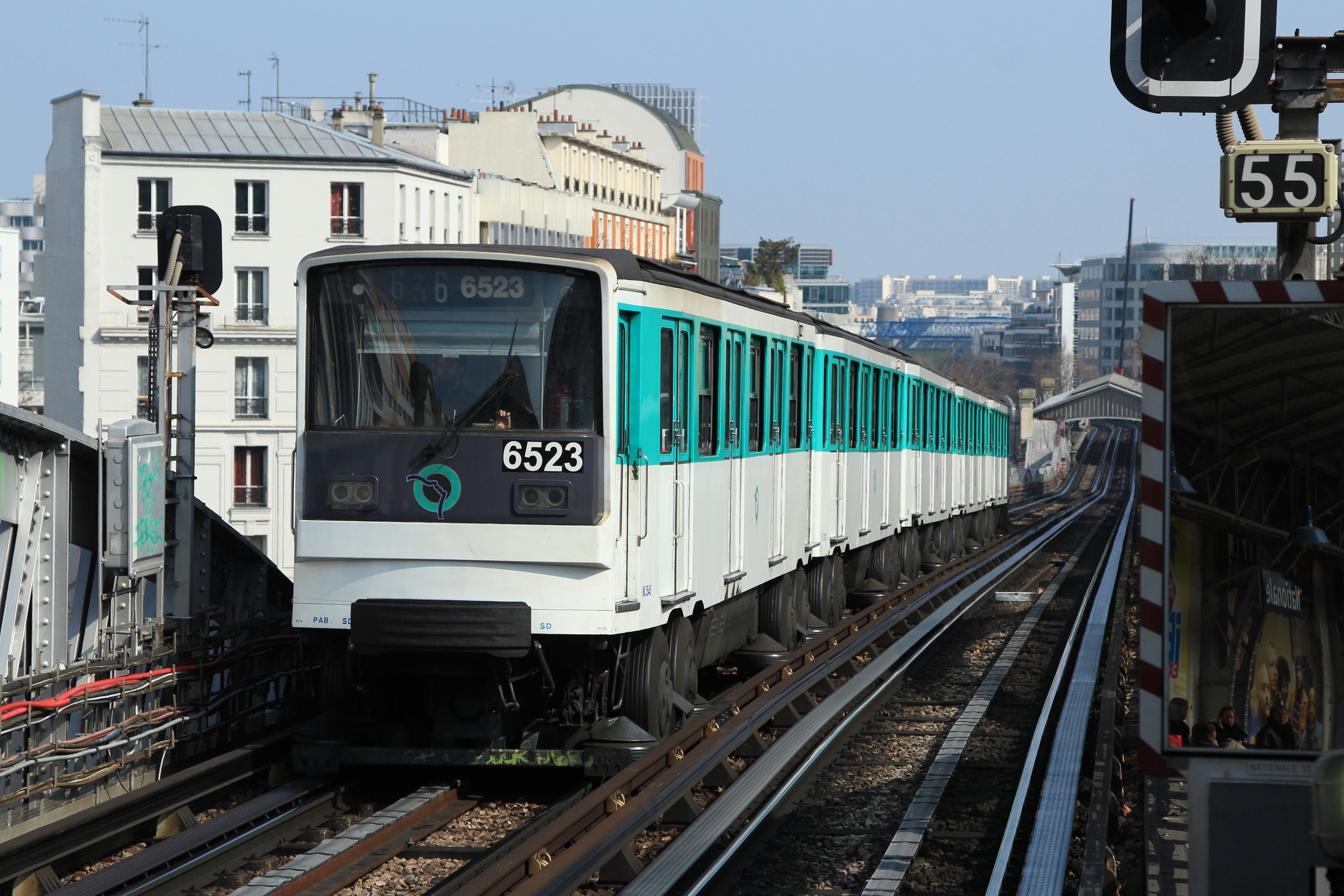
Rame sur pneumatiques (MP 73) de la ligne 6 du métro de Paris (2016). On distingue les roues, verticales et horizontales, équipées de pneumatiques, ainsi que les pistes de roulements et les barres de guidage.

Un métro sur pneumatiques est un métro dont les rames se déplacent grâce à des roues équipées de pneumatiques. Nécessitant une voie de roulement spécifique, ces rames se différencient du matériel ferroviaire classique dont le roulement est assuré par des roues en acier circulant sur deux rails parallèles.
La première technologie de métro sur pneumatiques a été conçue à Paris par Michelin et la Régie autonome des transports parisiens (RATP) durant les années 1950. Différents systèmes issus ou inspirés de cette technologie ont ensuite été développés, notamment dans le domaine des navettes automatiques.
Le roulement sur pneus présente des avantages pour ce qui est du bruit, du confort et de l'adhérence (motricité et freinage), mais aussi des inconvénients du point de vue du rendement ou de l'usure des bandes de roulements, qui expliquent qu'il ne se soit pas généralisé. Il n'équipe qu'une minorité des lignes de métro en service à ce jour.

## Principe

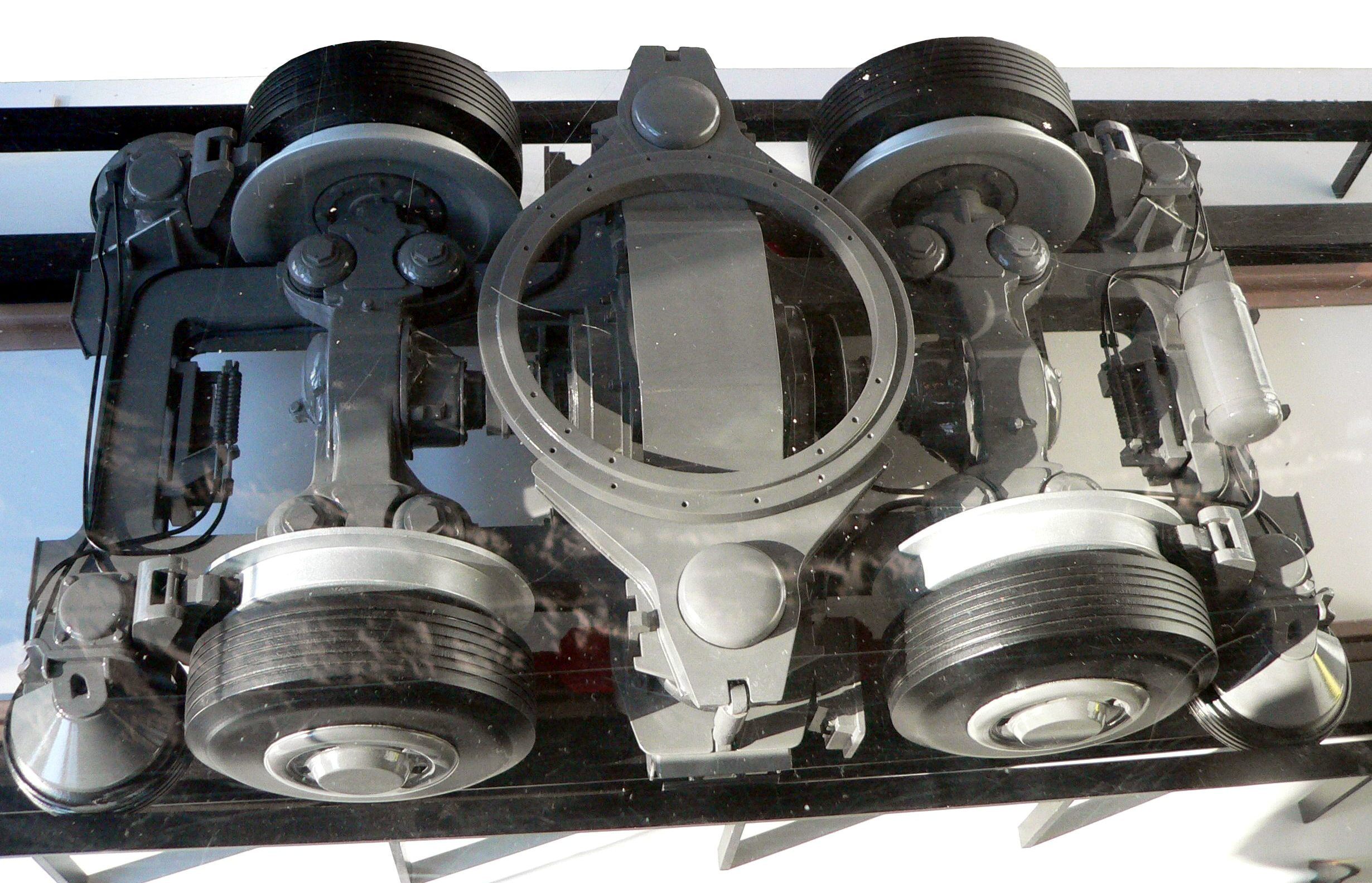
Vue de dessus d'un Bogie nu d'un MP 89 du métro de Paris. Les pneus porteurs et leurs roues de secours en acier, les pneus de guidage horizontaux, les freins et les frotteurs électriques sont visibles.

Les rames de métro sur pneumatiques sont caractérisées par des roues équipées de pneumatiques extérieurs, assurant les fonctions de traction et de freinage. Ces roues, à l'inverse des roues à bandage d'acier sur rails, n'assurent cependant pas le guidage latéral des véhicules. Des solutions techniques ont été développées pour y remédier et les rames portent donc également des roues horizontales, dans différentes configurations, assurant cette fonction.
Au-delà des métros, un certain nombre de monorails et de transports hectométriques tirés par câbles roulent aussi sur pneus, tel le récent LINK Train de l’aéroport de Toronto ou le Poma 2000, en service à Laon pendant 27 années (1989 à 2016). De même, les systèmes de tramways sur pneus se sont démocratisés dans plusieurs villes.

### Aspects techniques

#### Piste de roulement
Le pneurail cranté, mis en œuvre par Michelin dans les années 1930 sur ses célèbres Michelines, avait l'avantage de pouvoir rouler sur les rails des voies habituelles tout en offrant une adhérence et un confort accrus, mais présentait l'inconvénient d'une piste de roulement étroite (le champignon du rail), d'où une charge à l'essieu limitée.

Pistes de roulement de métros sur pneumatiques
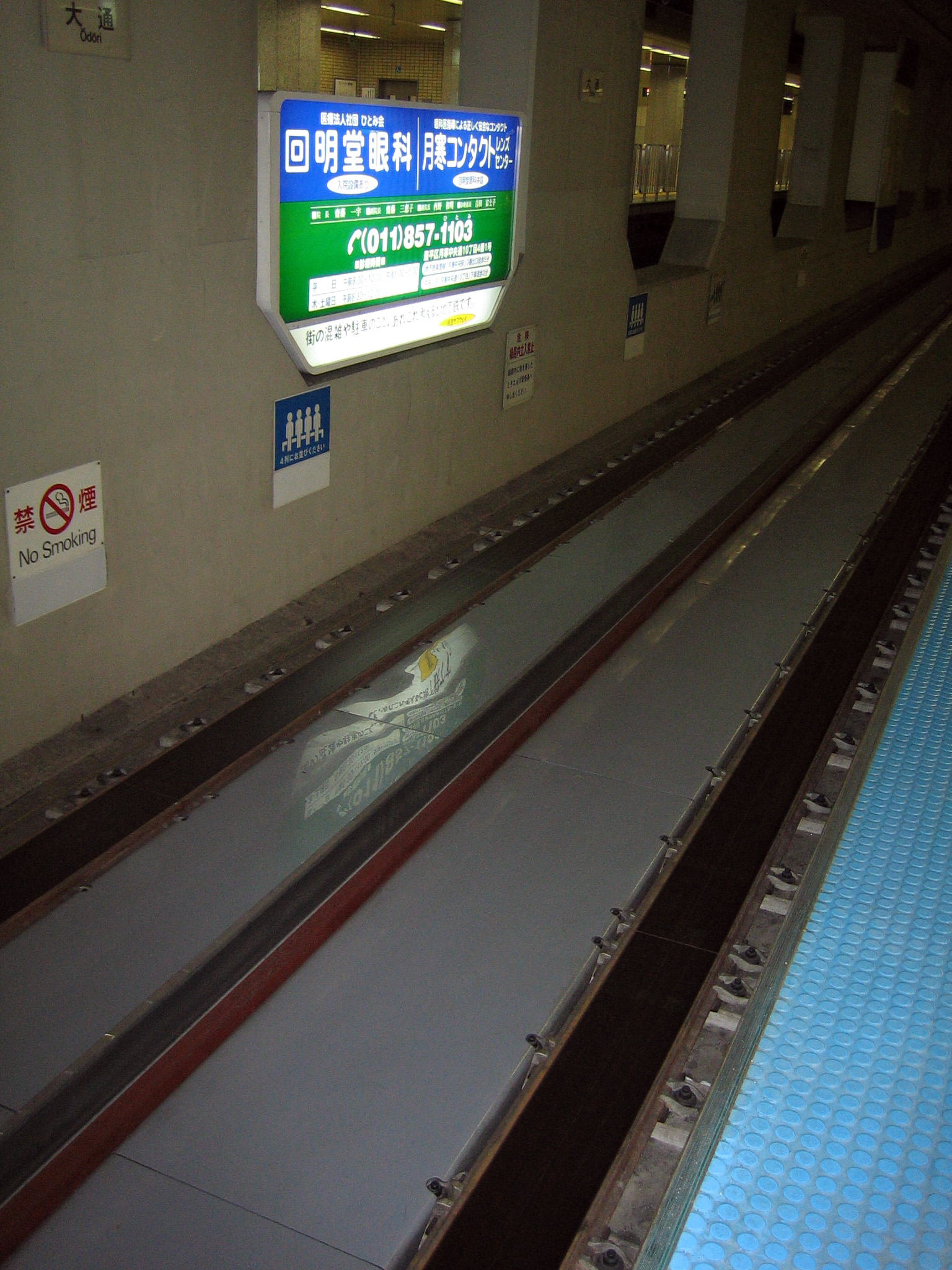
Piste en Poutrelles d'acier à gauche.
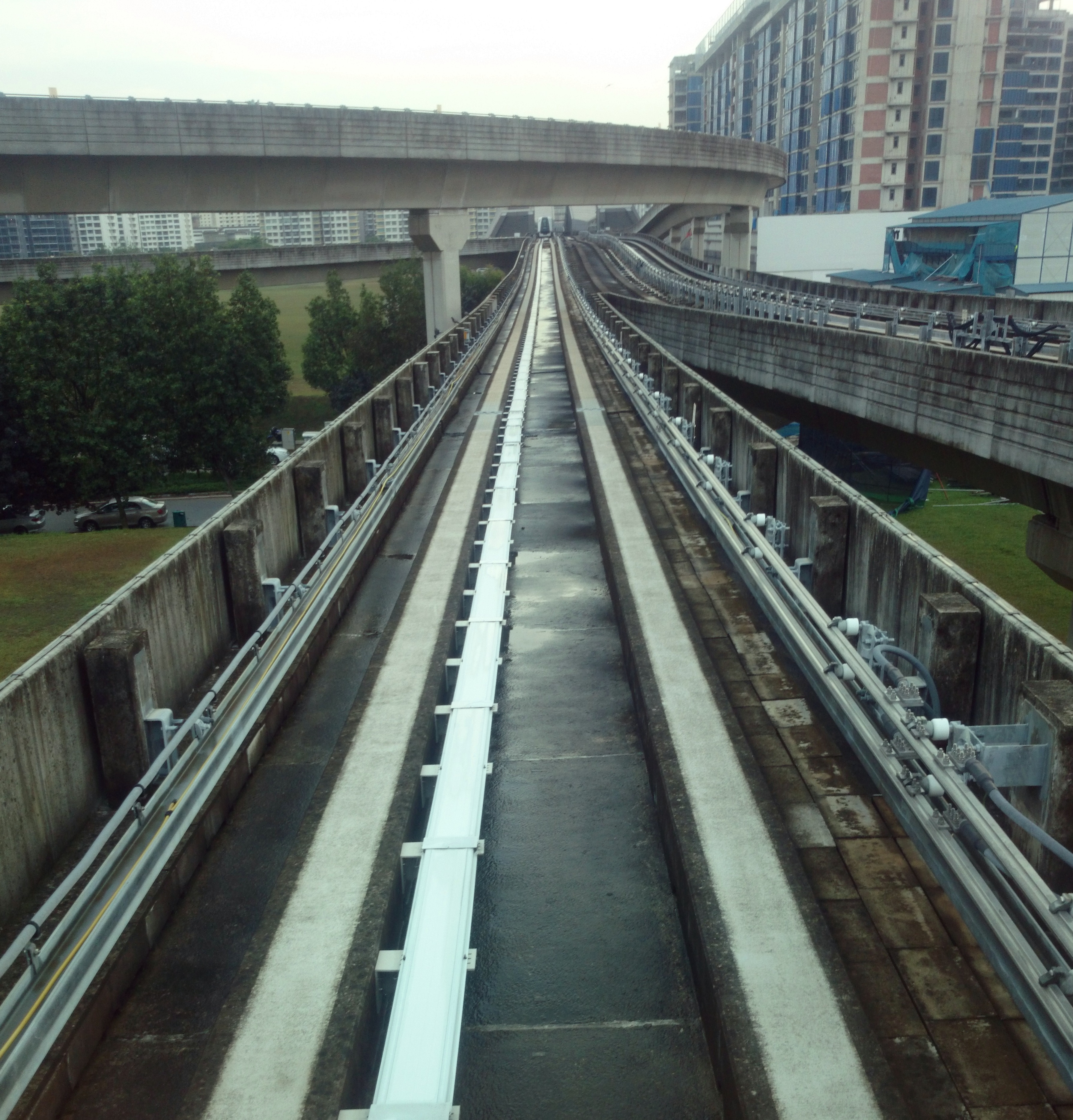
Piste en Longrines de béton Armé.
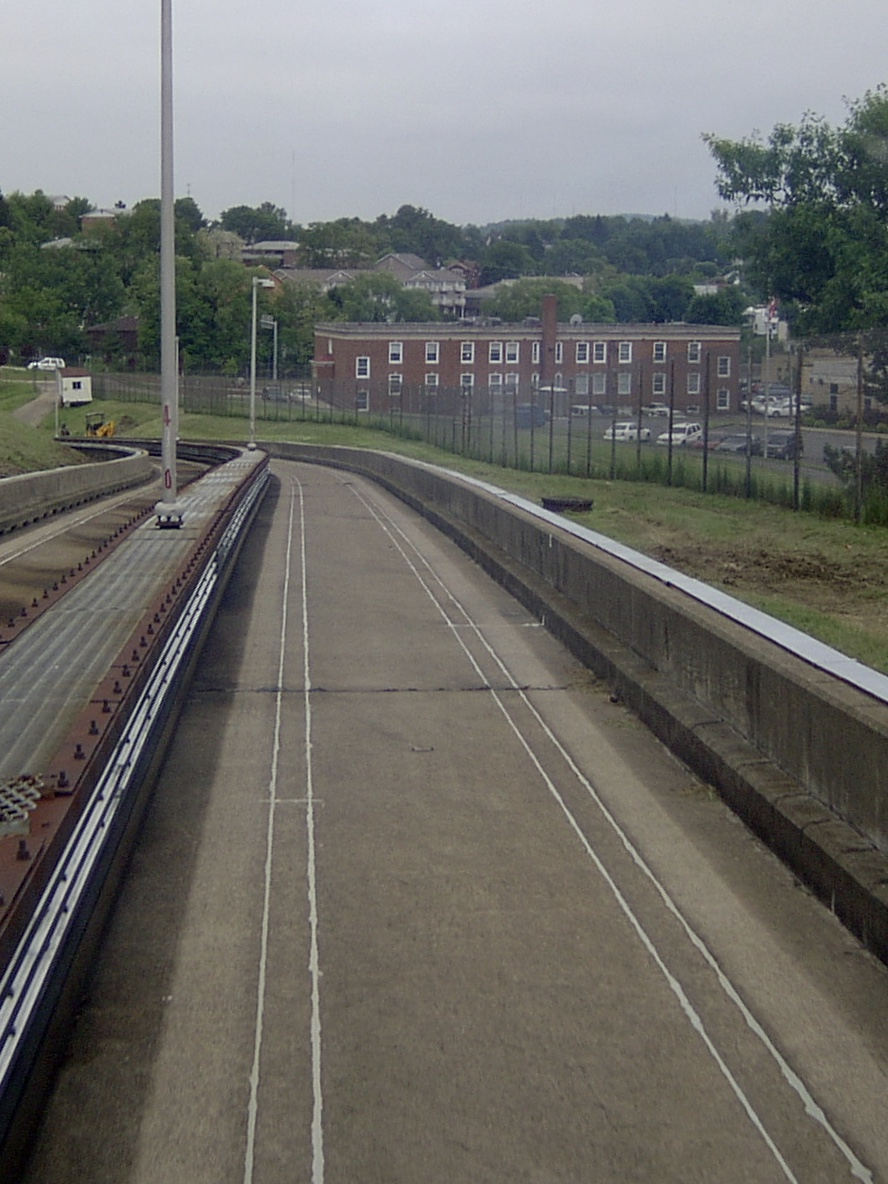
Radier de roulement en béton.
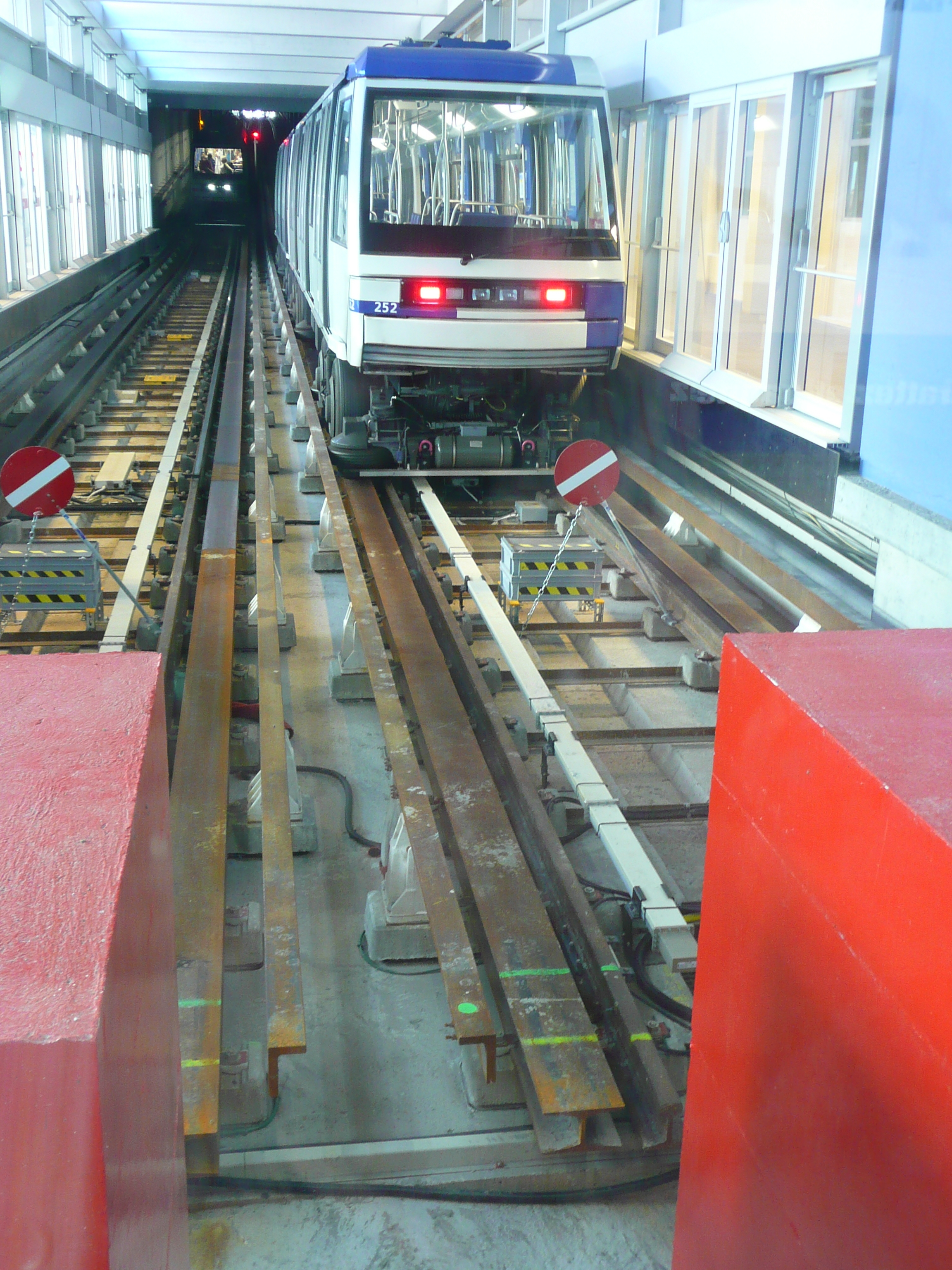
Piste en Poutrelles d'acier IPE.

Avec le métro, les pneus sont devenus plus larges et une piste de roulement adaptée s'est substituée aux rails. Cette piste est de nature variée suivant les réseaux et les lignes, elle peut être faite de :
- poutrelles d'acier (métro de Paris, de Mexico, de Lausanne, de Turin, de Lyon), à surface lisse ou crénelée (ligne 6 du métro de Paris) pour améliorer l’adhérence des pneus par temps humide ;
- plaques d'acier lisses (métro de Sapporo) ;
- longrines en béton armé (LRT de Singapour, New Transit Yurikamome de Tokyo, métro de Montréal, de Lille, Tren Vertebrado, Las Palmas de Gran Canaria. Brevets ES141056 et CH633485) ;
- radier en béton de la voie (New Shuttle de Saitama, ligne 4 du métro de Busan).

#### Guidage

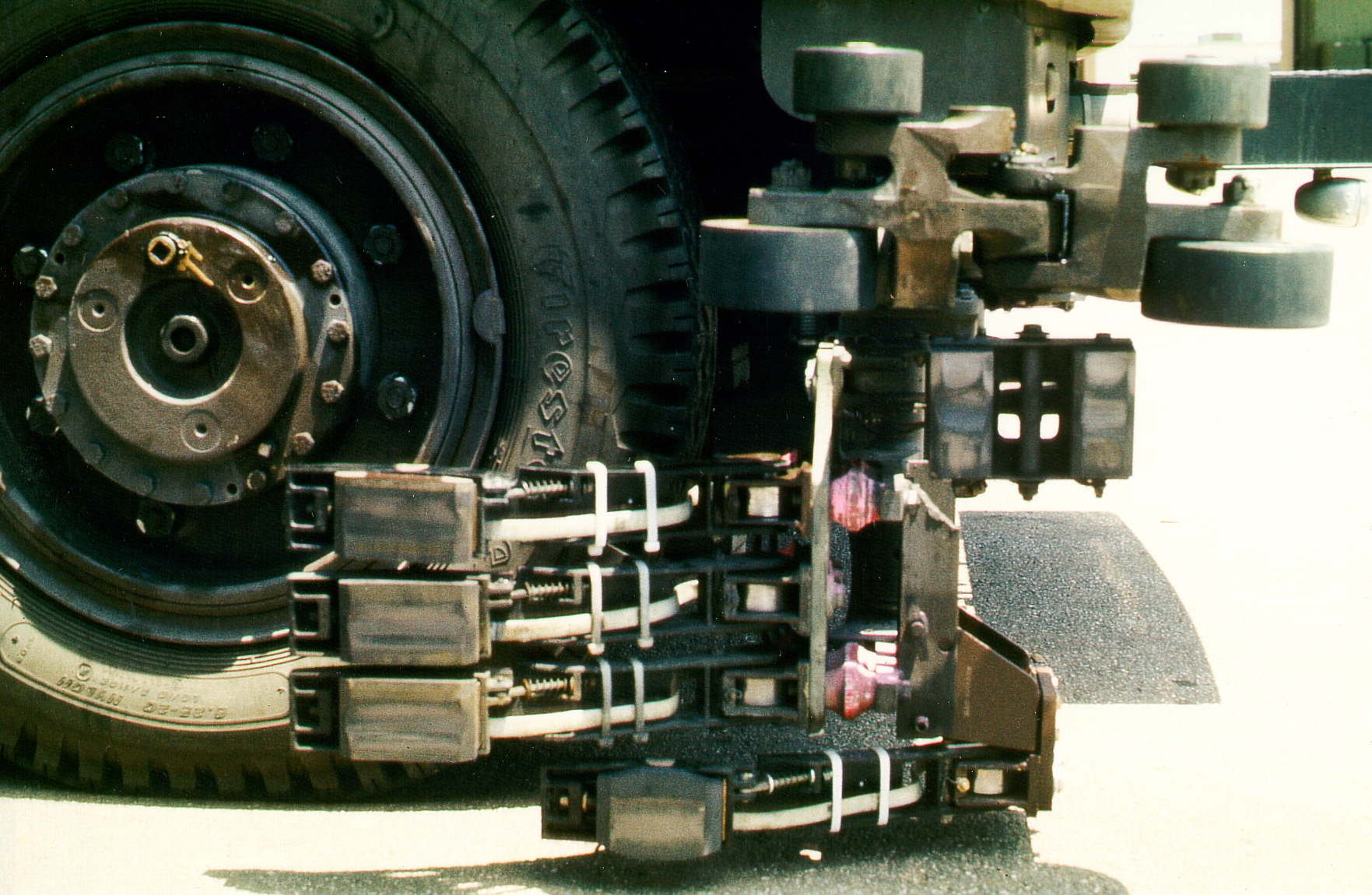
Roue, roulettes de guidage et frotteurs pour courant triphasé d'une voiture Vought Aitrans.

Il existe deux grands types de guidage des métros sur pneumatiques :
- Dans la majorité des systèmes, le guidage des rames est assuré par des rails latéraux verticaux, ou barres de guidage, servant de piste de roulement pour des roues horizontales. Ces roues horizontales, plus petites, peuvent être des pneus fixés à des bogies (systèmes RATP) ou à des essieux pivotants (VAL et Port Liner de Kobe). Elles peuvent aussi être des roulettes montées à l’extrémité de bras dirigeant l'orientation d'essieux pivotants (systèmes de Morgantown, Niigata Transys et Crystal Mover (en)).

- Dans les autres systèmes, le guidage est assuré par un rail central simple qu'enserrent des roues horizontales (systèmes Bombardier APM (en), métro de Sapporo, ligne Yūkarigaoka et défunt Peachliner de Komaki) ou des galets métalliques en V (Neoval de Siemens)[1] placés sous les essieux des voitures.

#### Captage du courant
Les métros sur pneumatiques utilisent un troisième rail pour le captage du courant de traction par frotteurs. Les barres de guidage peuvent faire office de troisième rail pour l’arrivée du courant (système RATP) ou pour l’arrivée et le retour du courant (VAL). Pour les systèmes l'employant, le rail de guidage peut faire office de conducteur (Bombardier APM). Enfin, le troisième rail peut aussi être séparé et placé au-dessus ou en dessous des barres de guidage, comme c'est le cas pour les systèmes japonais. Il peut alors être doublé, pour un courant continu ou même triplé ou quadruplé, pour un courant alternatif triphasé.

#### Aiguillage
Il existe autant de systèmes d'aiguillage différents qu'il existe de technologies de métro sur pneumatiques.

Aiguillages de métros sur pneumatiques
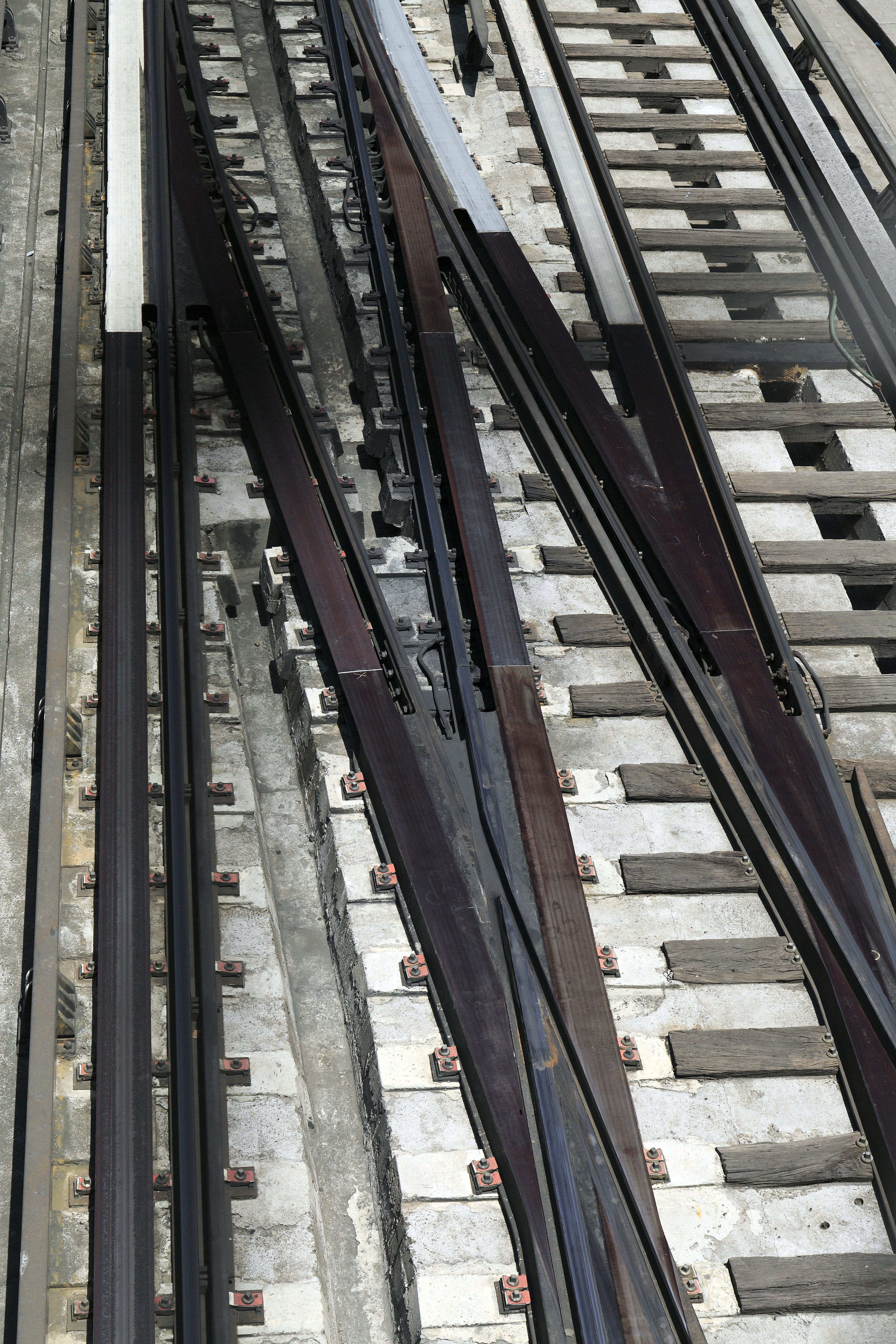
Aiguillage classique (RATP).
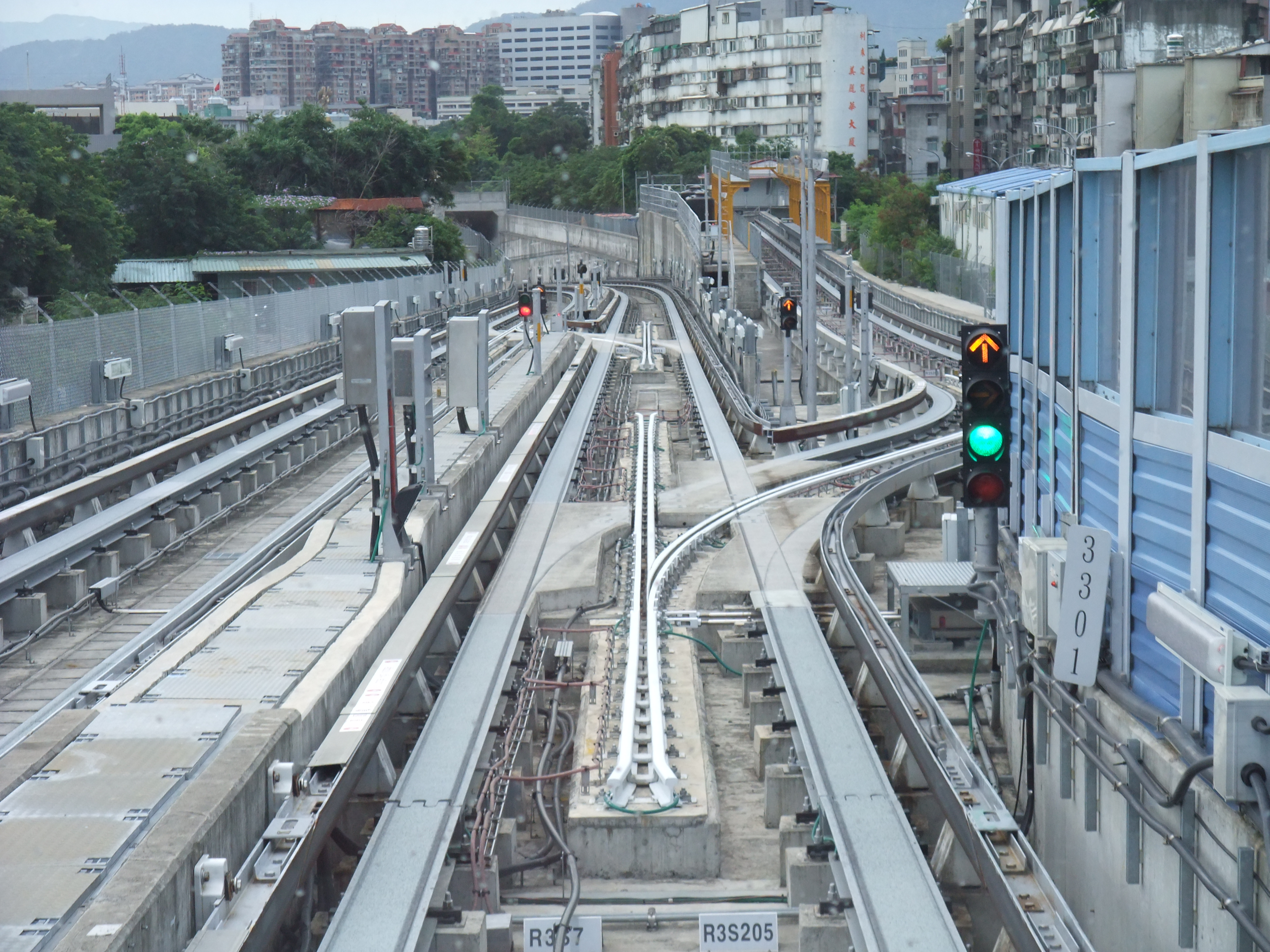
Rails centraux (VAL).
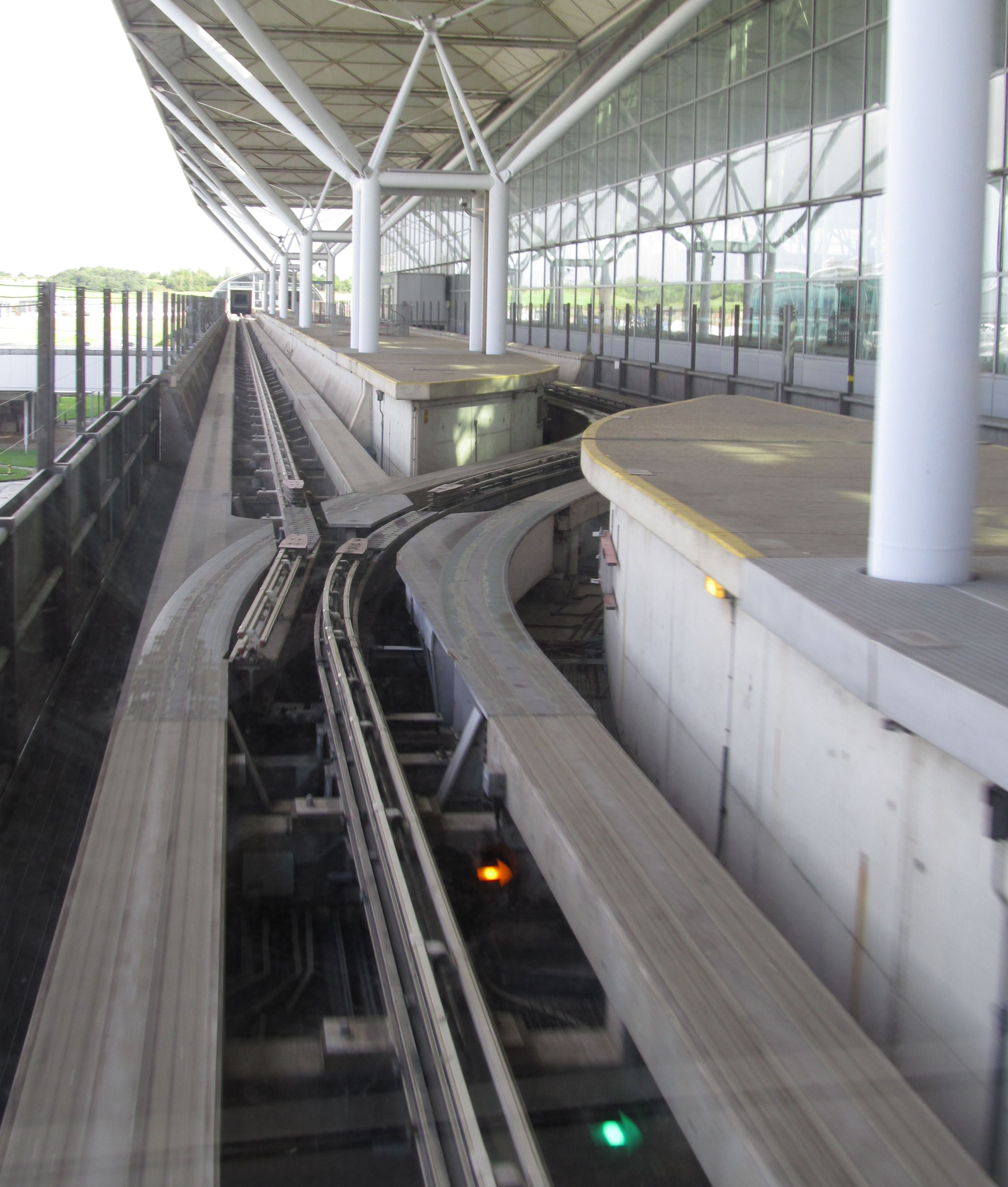
Rail central (APM).
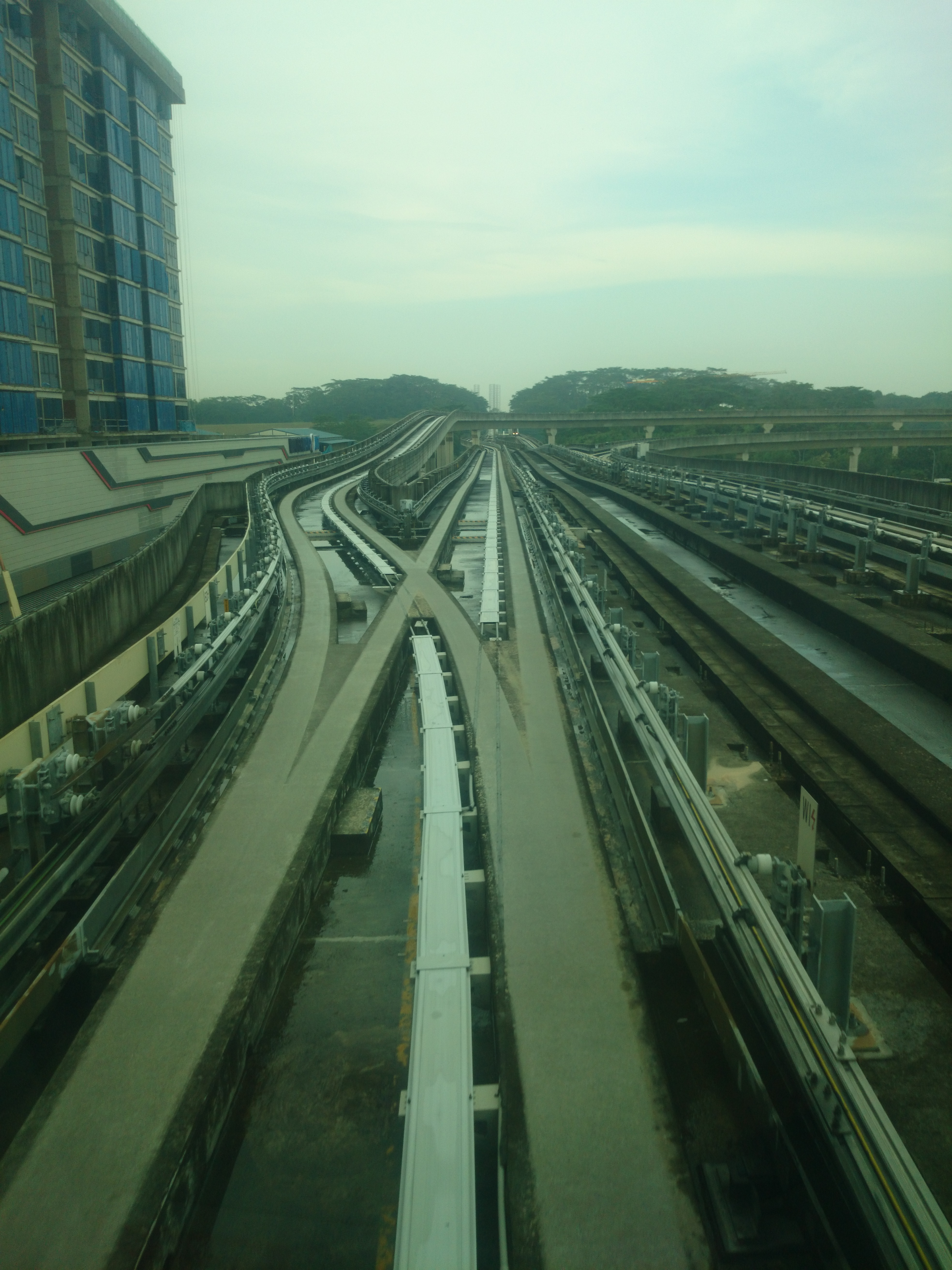
Rails latéraux (Crystal Mover).

Sur les rames dérivées du système RATP (Paris, Montréal, Mexico, Santiago, Marseille, Lausanne, Lyon) les roues à pneus des bogies sont toutes doublées de roues supplémentaires en acier d'un diamètre légèrement inférieur. Les voies comportent donc, en plus des pistes de roulement, deux rails en acier d’écartement normal venant en contact avec les boudins des roues d'acier lors du franchissement d'aiguillages classiques. Cette voie « rail » supplémentaire permet aussi la compatibilité de circulation du matériel ferroviaire classique, au début de l'exploitation pour pouvoir faire cohabiter différentes technologies, et plus tard pour les opérations d'entretien. En outre, la voie « rail » sert au retour du courant de traction, par le biais de frotteurs, et de support alternatif en cas de crevaison de pneus.
Le système VAL (Lille, Toulouse, Paris Orly, Taipei, Turin) fonctionne sans roues métalliques ni rails classiques, avec des voies formées exclusivement de pistes pour pneumatiques. Au niveau des aiguillages, le guidage des rames est assuré par deux rails situés dans l'axe central de la voie entre lesquels s'engagent des galets métalliques présents sous les essieux. Une lame d'aiguille permet d'orienter la rame dans la direction désirée. Le système APM de Bombardier, dérivé du C-100 (en) de Westinghouse, utilise un rail central unique qui se prolonge sur toute la longueur de la voie, servant aussi au guidage des rames. L'aiguillage de celles-ci s'effectue par le pivotement d'une section du rail de guidage droite ou courbe dans l'axe de la voie, suivant la direction voulue.

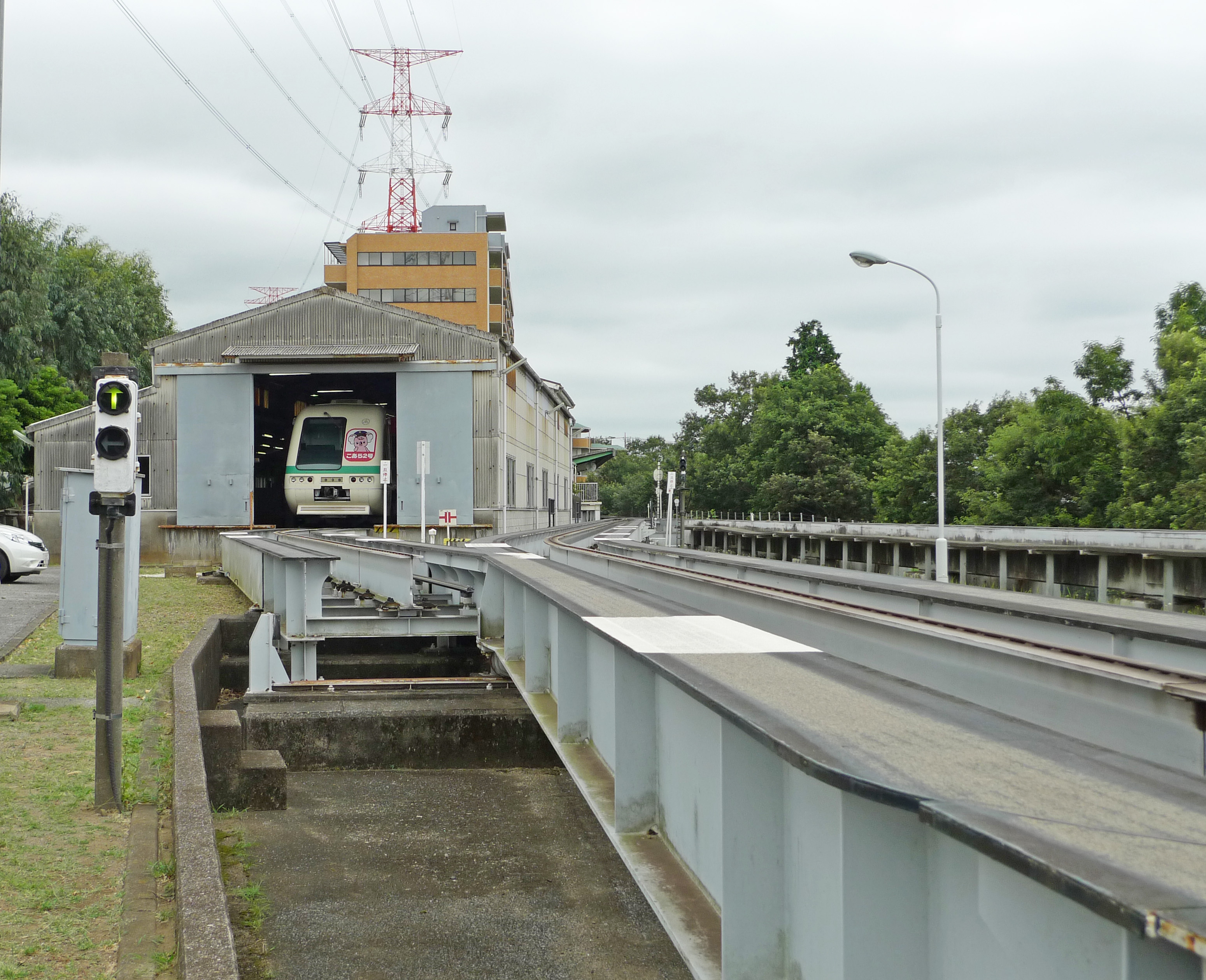
Aiguillage par pivotement de la voie sur la ligne Yūkarigaoka.

Les systèmes japonais de Niigata Transys (Hiroshima, Tokyo, Yokohama, Saitama), dérivés du Airtrans (en) de l’aéroport de Dallas, dont le Crystal Mover est une version d'export, roulent eux aussi sur des voies formées exclusivement de pistes pour pneumatiques. L'aiguillage des rames se fait par le piégeage de leurs roulettes de guidage entre les rails de guidage et des rails latéraux supplémentaires au niveau des intersections. L'un de ces deux rails de guidage particuliers possède une partie mobile à son extrémité permettant de maintenir les rames d'un côté ou de l'autre de la jonction suivant la direction choisie.
D'autres types d'aiguillages ont été expérimentés et certains existent en service commercial : Le Port Liner de Kobe, construit par Kawasaki en 1981, emploie une barre de guidage courbée rétractable dans la voie. Sur la ligne Yūkarigaoka de Sakura, entrée en service en 1982, l'aiguillage des rames est assuré par le déplacement d'une section entière de la voie. Enfin, les rames du Personal Rapid Transit de Morgantown, en circulation depuis 1975, sont équipées de capteurs dans leurs roulettes de guidage. Ces capteurs contrôlent le pivotement des essieux afin qu'aux intersections les rames restent seulement appuyées le long de l'une des deux barres de guidage de la voie et empruntent une direction donnée.

### Comparaison avec le rail-fer
Du fait d'un coefficient d'adhérence supérieur aux roues métalliques, les pneus possèdent des avantages par rapport à ces dernières : 

#### Avantages

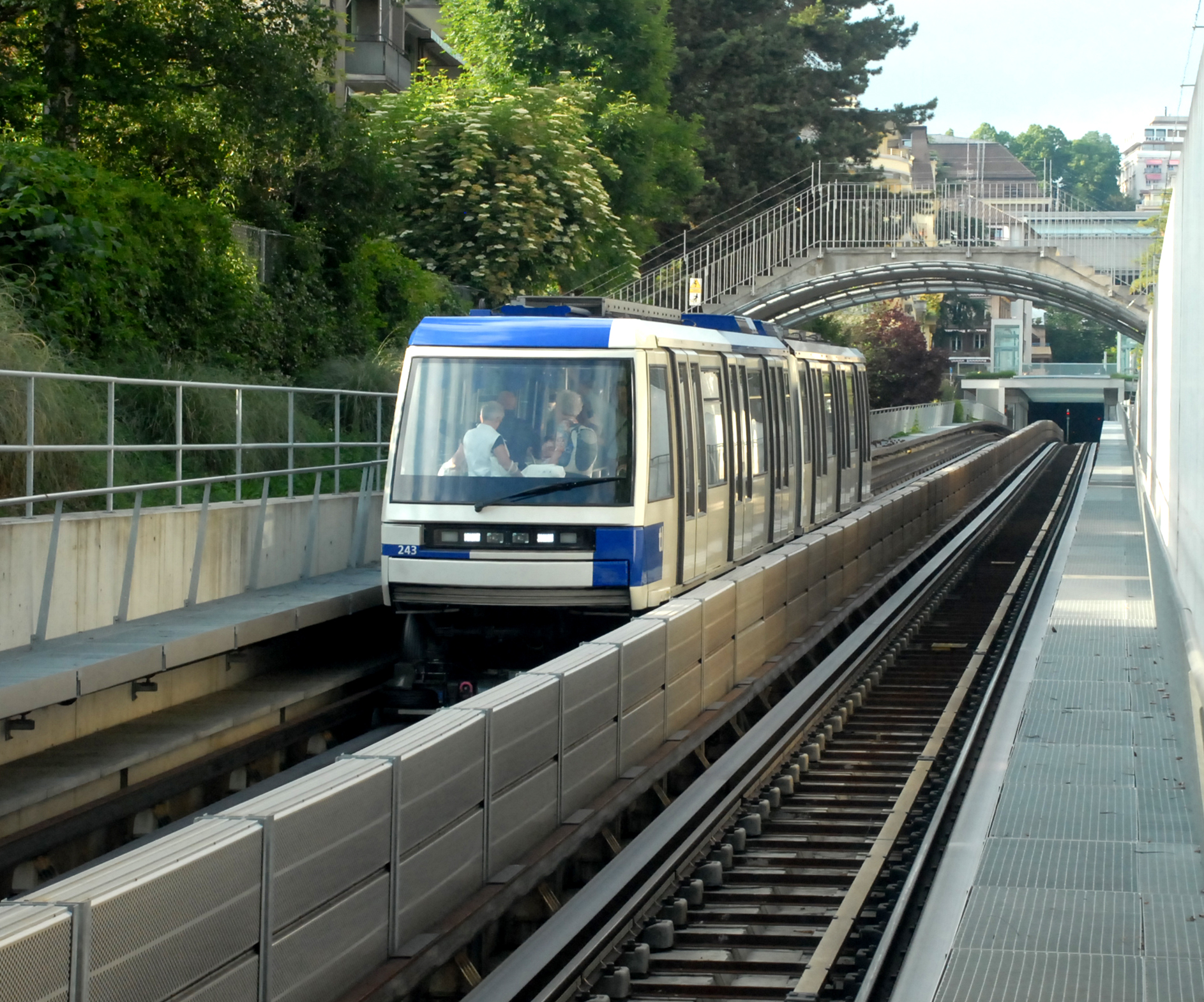
La ligne M2 du métro de Lausanne atteint 12 % de pente.

- Accélération et freinage beaucoup plus efficaces, autorisant une vitesse moyenne commerciale plus élevée sur les lignes avec de courtes inter-stations[Note 1].
- Meilleure tenue de route dans les courbes (grâce aux roues horizontales directrices), facilitant le tracé des voies, et virages mieux amortis.
- Franchissement plus facile de pentes importantes, permettant, par exemple, de construire les stations en surface et les voies en tunnels profonds plus économiques.
- Réduction du glissement des roues, facilitant l'automatisation des rames.
- Réduction du bruit de roulement et des vibrations (important pour les habitants proches des lignes aériennes et les constructions au-dessus des lignes souterraines) ainsi que du crissement et du frottement sur les rails et aiguillages, amoindris dans les courbes à faible rayon[4].
- Réduction de l'usure des bogies, soumis à moins de vibrations, permettant l'emploi d'un matériel roulant moins robuste donc moins lourd[5].
- Réduction de l'usure des rails résultant des coûts de maintenance moins élevés pour ces éléments[6].

#### Inconvénients

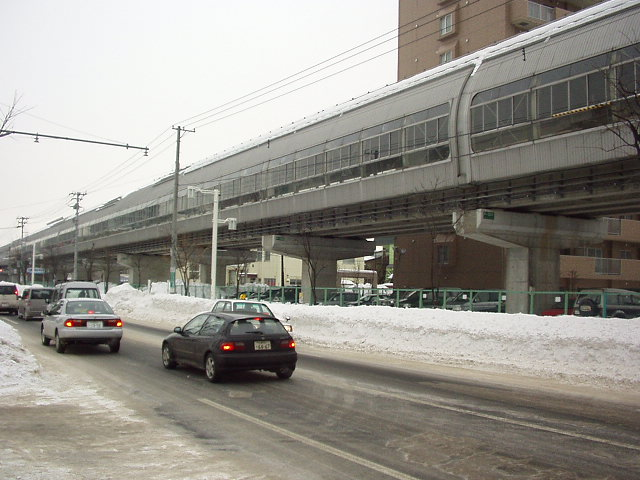
À l’extérieur, la ligne Namboku du métro de Sapporo passe dans un tunnel aérien.

Les pneus présentent en contrepartie des inconvénients par rapport aux roues d'acier :
- Variation de l’adhérence des pneus dans certaines conditions climatiques[Note 2].
- Vitesse de pointe plus faible résultant en une vitesse moyenne commerciale moins élevée sur les lignes avec de longues inter-stations[6].
- Consommation énergétique plus élevée pour des distances inter-stations de plus d'un kilomètre[7].
- Secousses régulières continuelles engendrées par l'élasticité des pneus pouvant affecter le confort des usagers (atténuées par les suspensions pneumatiques des rames récentes).
- Charges moins importantes supportables par les roues.
- Possibilité de crevaison des pneus.
- Dégagement de chaleur importante et supplémentaire en fonctionnement, dû au frottement des pneumatiques et des freins, pouvant être problématique l’été dans les voies et stations en tunnel.
- Coût de remplacement des pneus plus élevé que celui des roues en acier, car plus fréquent[réf. nécessaire].

## Histoire

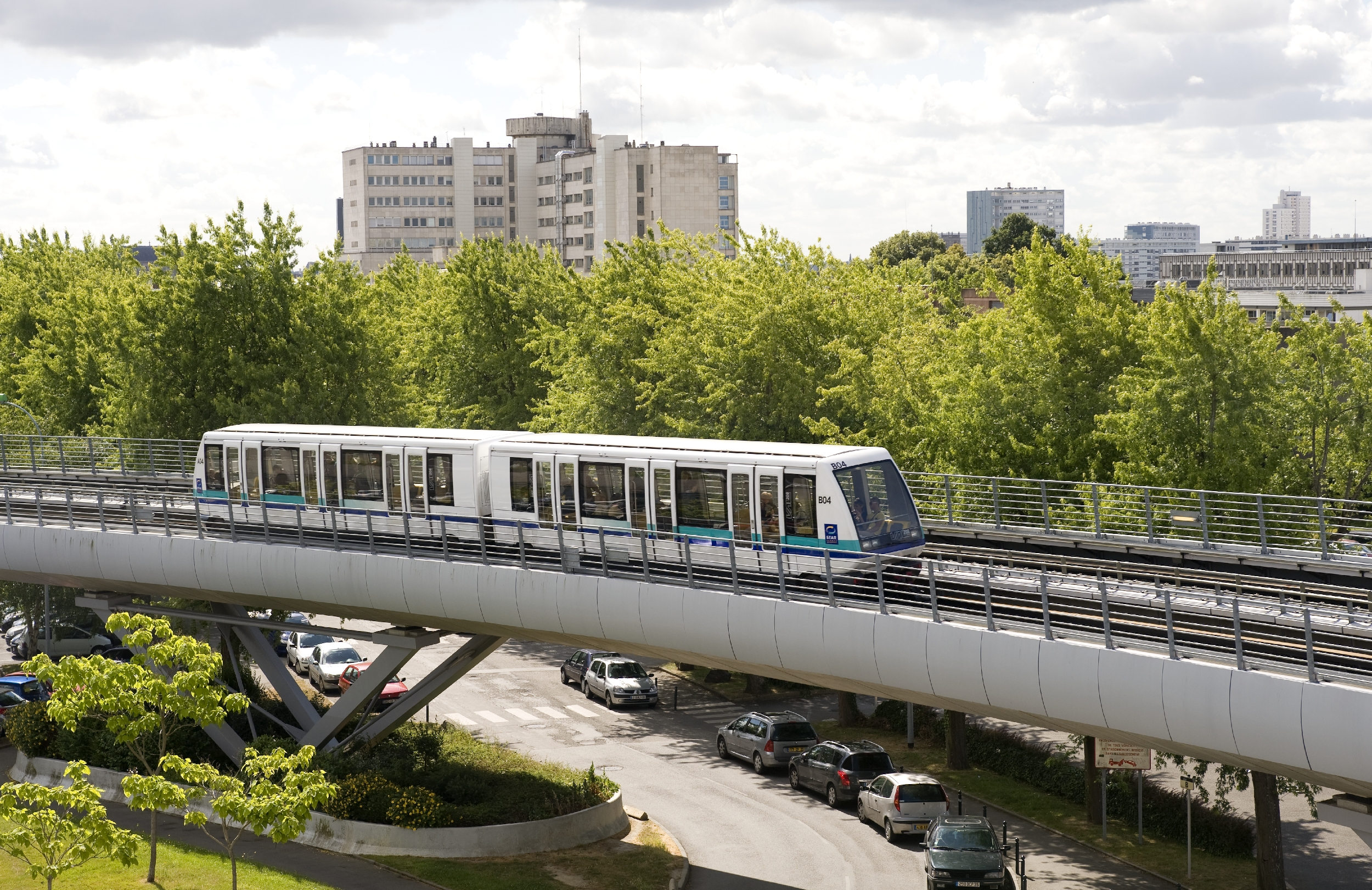
Une rame VAL 208 du métro de Rennes.

Les métros sur pneumatiques apparaissent à Paris dans les années 1950 puis s'exportent à Montréal et Mexico dans les années 1960, ces deux villes entretenant des rapports privilégiés avec la France à cette époque. Dans les années 1970, les réseaux se multiplient en France (Marseille, Lyon) et ailleurs (Santiago). Au même moment, le Japon développe indépendamment son premier métro sur pneumatiques à Sapporo. Après la France, c'est dans ce pays que le pneu va connaître ses heures de gloire (Saitama, Osaka, Yokohama). Cette décennie amène aussi l'automatisation, dans les aéroports Américains d'abord (Tampa, Dallas), puis au Japon (Kobe) et en France (Lille). Rattrapées en matière de performances par les rames « classiques », les rames sur pneus vont vivre un renouveau grâce à l'automatisation, surtout dans le domaine des navettes automatiques, à partir des années 1990. Depuis, peu de villes ont choisi le pneu comme technologie principale, préférant en restreindre l'usage à certaines lignes où il présente un avantage significatif (Taipei, Lausanne, Séoul).

### Les prémices

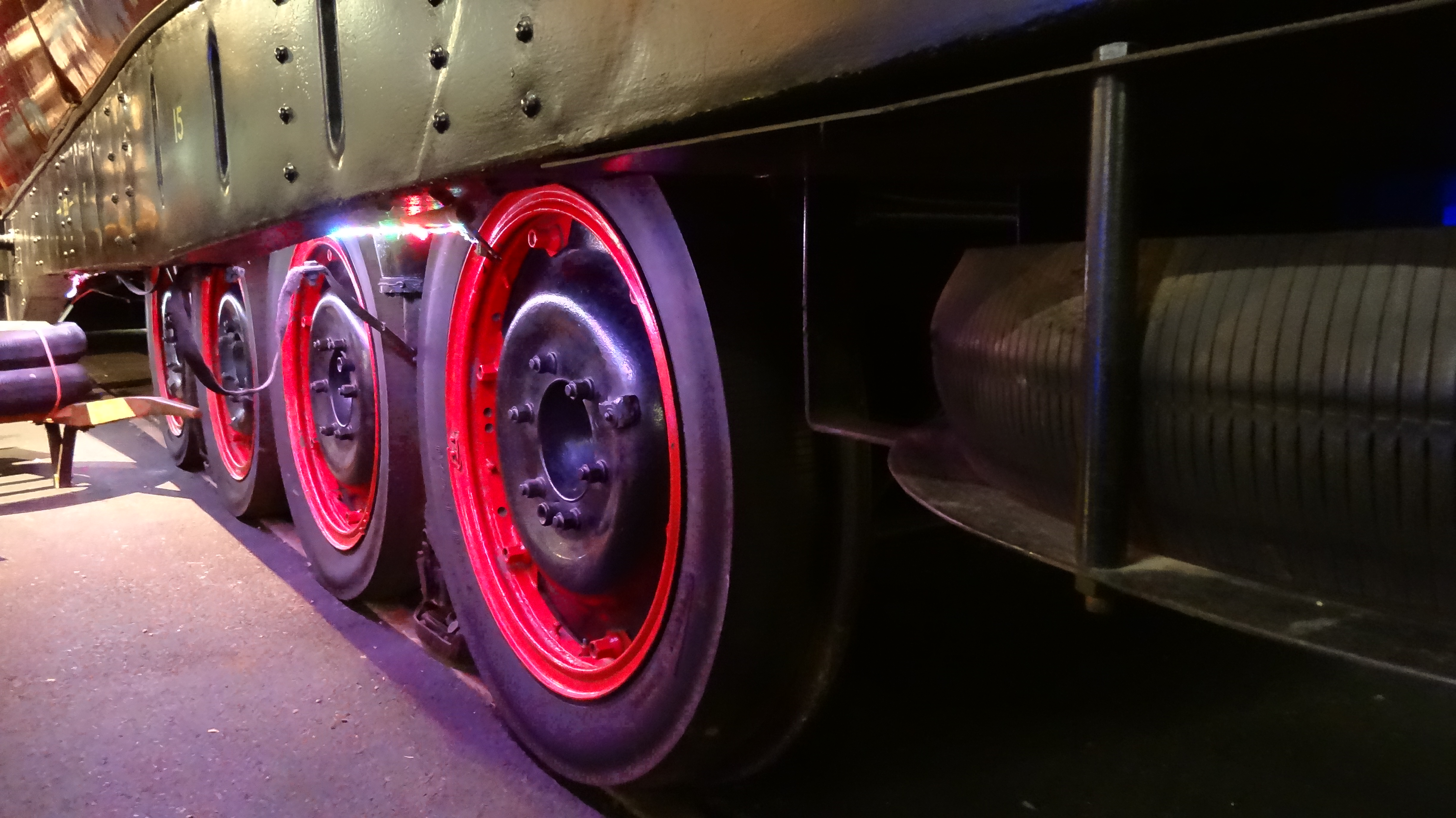
Roues de Bogie d'une micheline.

L’idée de trains sur pneumatiques revient à l'inventeur du pneu lui-même, l’Écossais Robert William Thomson. Dans son brevet déposé en 1846, il décrit sa « roue aérienne » comme étant aussi bien adaptée au sol, qu'au rail ou à la piste sur laquelle elle roule.
En 1929, André Michelin invente un pneu-rail capable de rouler sur des rails conventionnels. Son invention lui permet, dans les années 1930, de développer les fameuses michelines. Ces autorails, plus confortables que les voitures de train classiques, connaissent un certain succès et seront en service jusqu'au début des années 1950. En février 1936, l'ingénieur espagnol Alejandro Goicoechea Omar (inventeur du Talgo), a déposé le brevet ES0141056, pour un « Train à roulage surélevé », assez semblable au système de la RATP, qui a évolué en Tren vertebrado. Des voitures sur pneus, porte-drapeaux de la SNCF après-guerre, restent en service un peu plus longtemps.
À la fin des années 1930, la Compagnie du chemin de fer métropolitain de Paris, prédécesseur de la Régie autonome des transports parisiens (RATP), étudie la possibilité d'utiliser la technologie Michelin sur ses rames pour en augmenter les capacités d'accélération et de freinage. La Seconde Guerre mondiale met en suspens le projet.

### La naissance à Paris

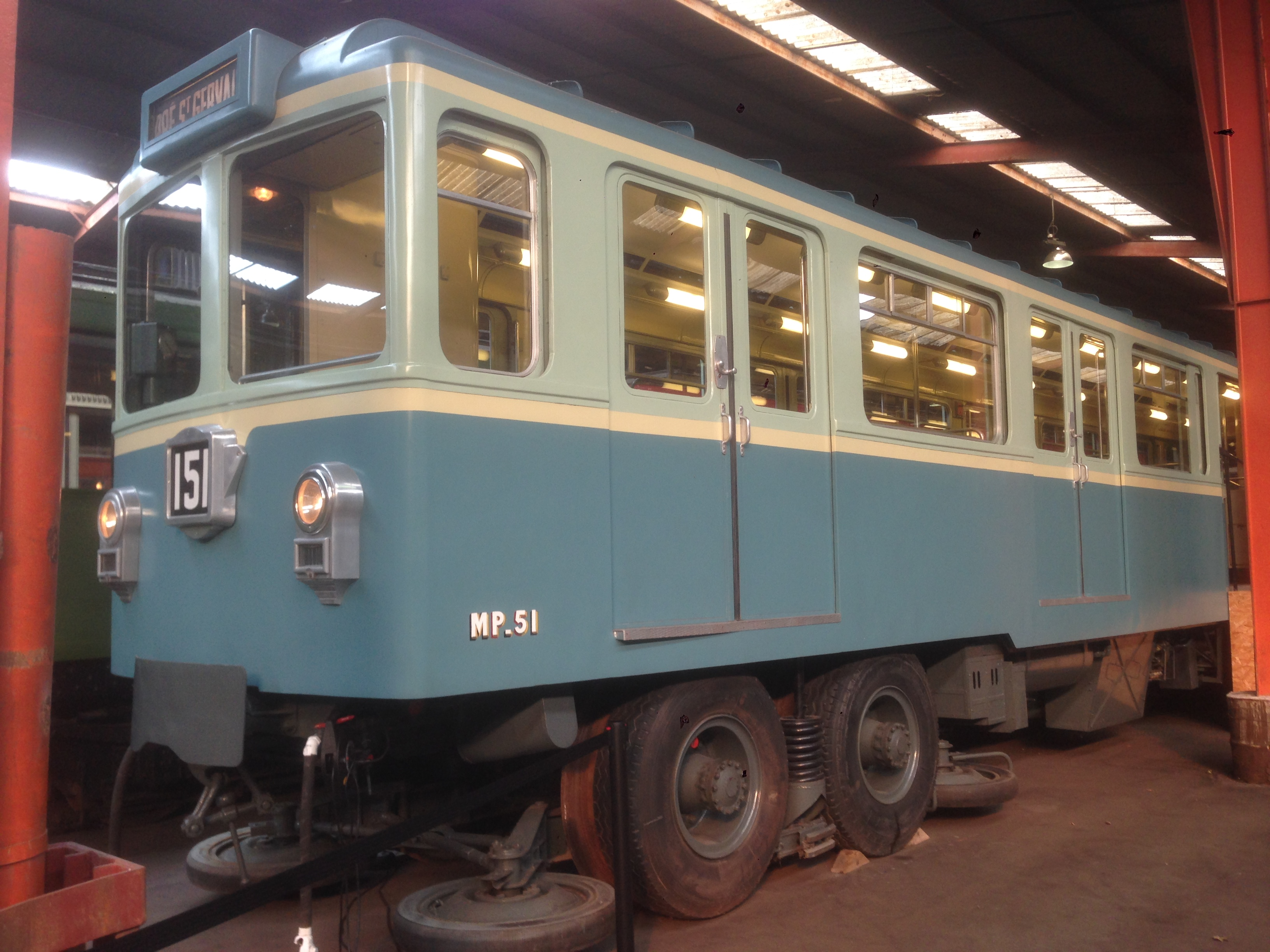
La voiture « Grand-Mère » MP 51 de la RATP.

Durant l'occupation allemande de Paris, le métro est très utilisé, mais peu de maintenance y est réalisée. À la fin de la guerre, le réseau, très endommagé, nécessite d'importants travaux de rénovation. Dans ce contexte, la technologie du métro sur pneumatiques est à nouveau étudiée comme moyen de répondre économiquement à la surcharge des lignes aux heures de pointe et de renouveler les très bruyantes rames « Sprague » de l'époque[réf. nécessaire]. D'autant que le pneumatique a connu entre-temps une révolution avec l'introduction de la construction à carcasse métallique qui le rend beaucoup plus résistant.
Entre 1951 et 1956, une voiture prototype, la MP 51, est testée sur la courte voie navette (Pré-Saint-Gervais - Porte des Lilas) retirée du service commercial. Différentes « pistes de roulement » y sont mises à l’épreuve : bitume, béton, fer, mais aussi bois (chêne et azobé). L’expérience s'avérant concluante, la RATP convertit au roulement sur pneumatiques la ligne 11 en doublant ses rails de pistes en bois exotique imputrescible. De longueur relativement modeste, la ligne devient un laboratoire d'essais à grande échelle avec ses rampes sévères et son tracé sinueux. Les rames sur pneumatiques MP 55 commencent à y circuler le 1er octobre 1956 en parallèle de celles, plus anciennes, sur roues métalliques. Un an plus tard, la ligne n'est plus empruntée que par du matériel sur pneus.
La ligne 11 ayant validé la technologie à plus grande échelle, elle est suivie par les lignes 1 en 1964 et 4 en 1967, converties car elles avaient l’achalandage le plus important du métro parisien. Les pistes en bois sont définitivement abandonnées et remplacées par l'acier. Finalement, la ligne 6 est convertie en 1974 pour réduire le bruit des rames circulant sur ses sections de voies surélevées (45 % du parcours). La RATP prévoyait de convertir toutes les lignes du métro parisien aux pneumatiques. Pourtant, face au perfectionnement du matériel fer avec l'introduction des rames MF 67 (dès 1969) et face au coût de conversion élevé, la ligne 6 sera la dernière ligne convertie à Paris et dans le monde. Les pneumatiques ne sont plus depuis utilisés que sur de nouvelles lignes.

### L'essor en France et dans le monde

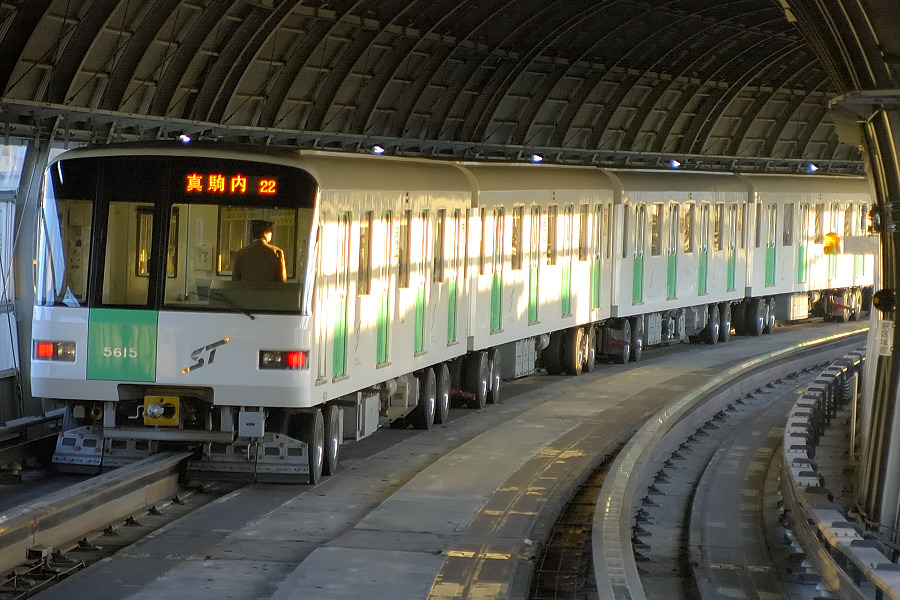
Une rame de la ligne Namboku du métro de Sapporo, Japon.

Séduites par son efficacité, d'autres villes en France et dans le monde construisent des métros sur pneumatiques basés sur le système parisien. Montréal, en 1966, est la première ville à inaugurer un métro entièrement sur pneus, elle sera suivie de Mexico (1969), Santiago (1975), puis Marseille (1977) et Lyon (1978).
Au Japon aussi les systèmes sur pneumatiques connaissent un essor. Développés indépendamment, ils emploient des solutions techniques différentes. Le métro de Sapporo par exemple, le premier du genre sur l'archipel en 1971, utilise un rail de guidage central plutôt que des rails classiques.

### LesPeople Moverset l'automatisation
Le concept de People Mover apparaît à la fin des années 1960 comme une solution aux problèmes croissants de congestion et de pollution automobile dans les villes.

La conception de ces systèmes a pour but premier de réduire leurs coûts d'implantation et d’opération afin qu'ils puissent être adoptés par le plus grand nombre de villes. Les tunnels étant coûteux, leurs rames rouleront sur des viaducs. La masse salariale étant coûteuse, elles seront automatiques. Pour réduire le bruit, faciliter le tracé des voies et donc l'insertion dans le tissu urbain, elles seront sur pneumatiques.

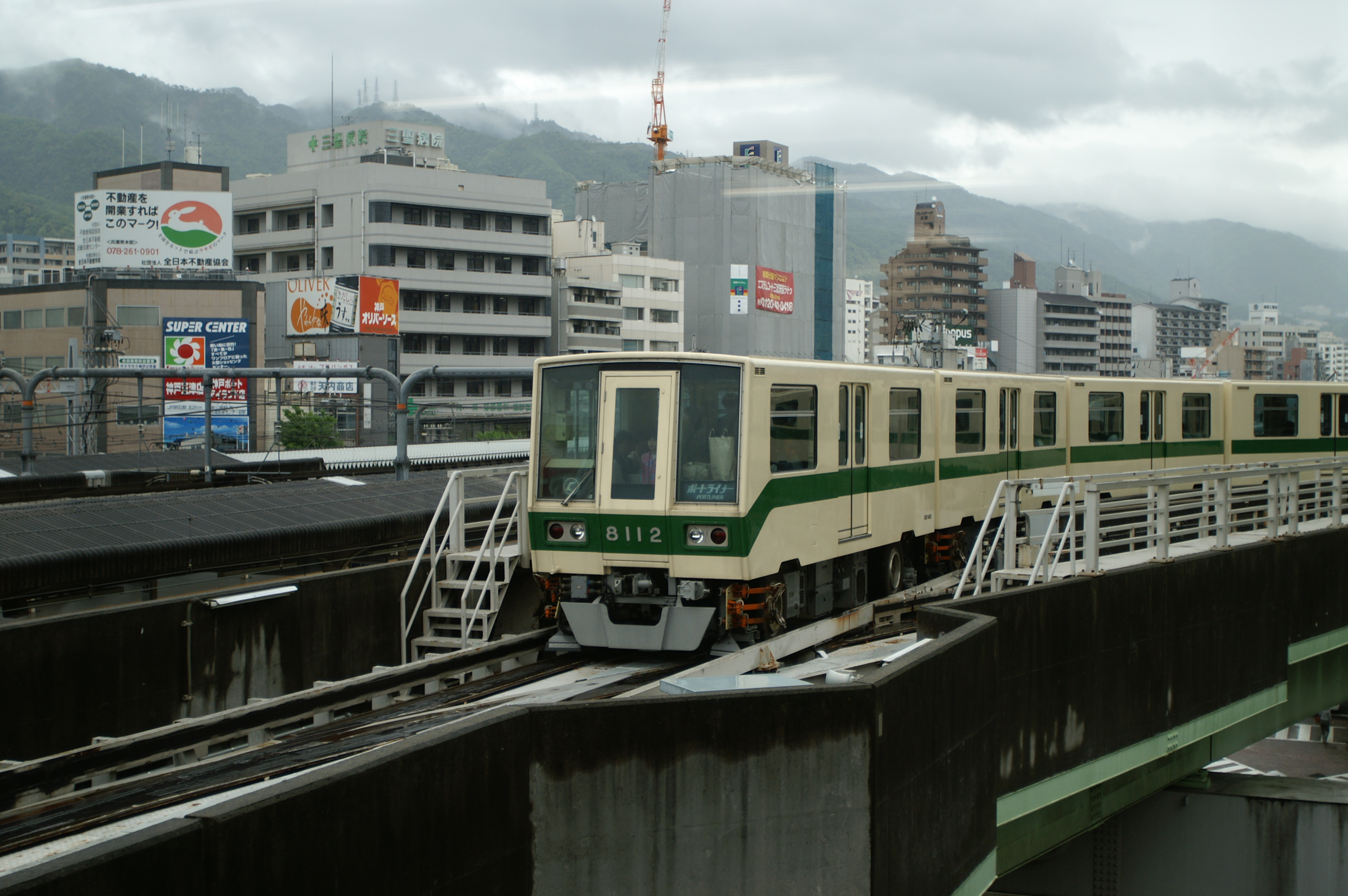
Port Liner (ligne Port Island) de Kobe, Japon.

Soutenu par les gouvernements durant les années 1970, les People Mover font alors l'objet d'intenses développements dans plusieurs pays, avec pour objectif d'offrir une alternative viable à l'automobile, tout en évitant les problèmes récurrents aux transports en commun. Certaines technologies, comme le système ARAMIS testé à Paris, n'auront pas de suite, tandis que d'autres perdureront jusqu’à nos jours (C-100 de Westinghouse, Airtrans de Vought, VAL de Matra) mais sans jamais atteindre le niveau de déploiement envisagé alors.
Aux États-Unis, l’aéroport de Tampa accueille le premier People Mover automatique sur pneu en 1971. En 1975, le Personal Rapid Transit de Morgantown est le premier People Mover automatique sur pneu implanté dans une ville. Contrôlé par un ordinateur PDP-11, il peut fonctionner à la demande. Au Japon, à Kobe, la ligne Port Island devient, le 5 février 1981 la première véritable ligne de métro sur pneu automatique. En France, le métro de Lille, inauguré le 25 avril 1983, est le premier réseau entièrement automatisé.

### Le sans conducteur devient la norme

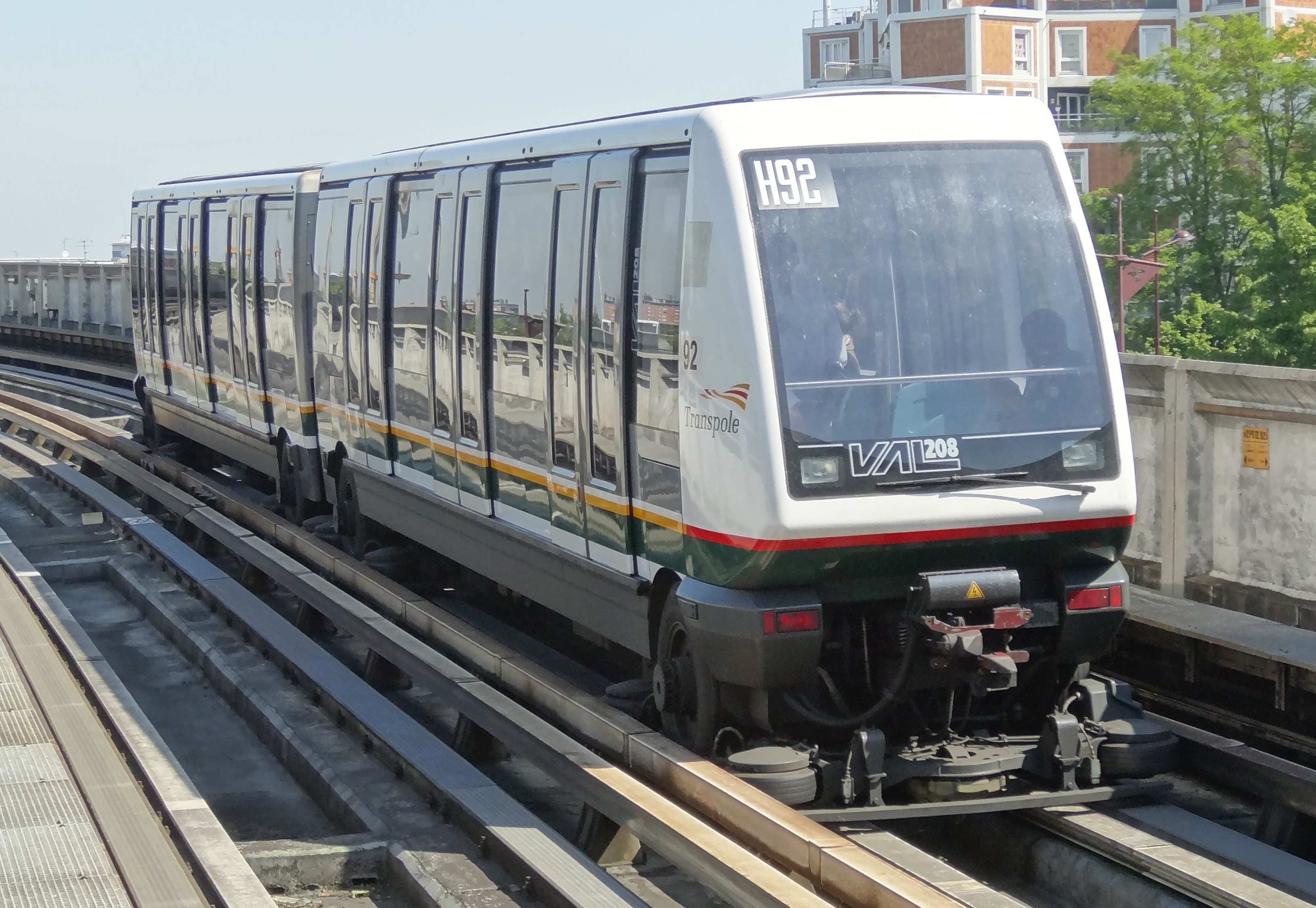
VAL 208 du métro de Lille.

Ce nouveau moyen de transport à Lille, traversant le centre-ville et presque entièrement souterrain, efface la distinction entre People Mover et métro classique, malgré son petit gabarit. Aujourd'hui, on parle de système de transport de moyenne capacité (MCS: Medium-capacity System) et de Transports guidés urbains automatiques pour désigner ce type de véhicules.
Après Lille, toutes les lignes de métro sur pneumatique ultérieures, à l'exception de quelques lignes japonaises, seront automatiques. En France l'OrlyVal (1991) et la ligne D du métro de Lyon (1992) sont suivies des métros de Toulouse (1993), de la ligne 14 du métro de Paris (1998), de la ligne A du métro de Rennes (2002) et du CDGVAL (2007). Au Japon, la même tendance se retrouve à Osaka (1981), Yokohama (1989) et Tokyo (1995). Ailleurs, Taipei (1996), Lausanne (2008), Canton (2010), Busan (2011), Séoul (2012) et Macao (2019) s'équipent elles aussi de lignes sur pneumatiques automatisées.
Si les systèmes sur pneumatiques, automatiques ou non, restent marginaux dans les 148 villes équipées de métro (2016), avec seulement 17 % ayant au moins une ligne sur pneus, il n'en va pas de même pour les aéroports. Neuf des dix plus importants aéroports du monde possèdent un système hectométrique sur pneumatiques, et le nombre d’aéroports équipés va croissant.

#### Automatisation de lignes existantes

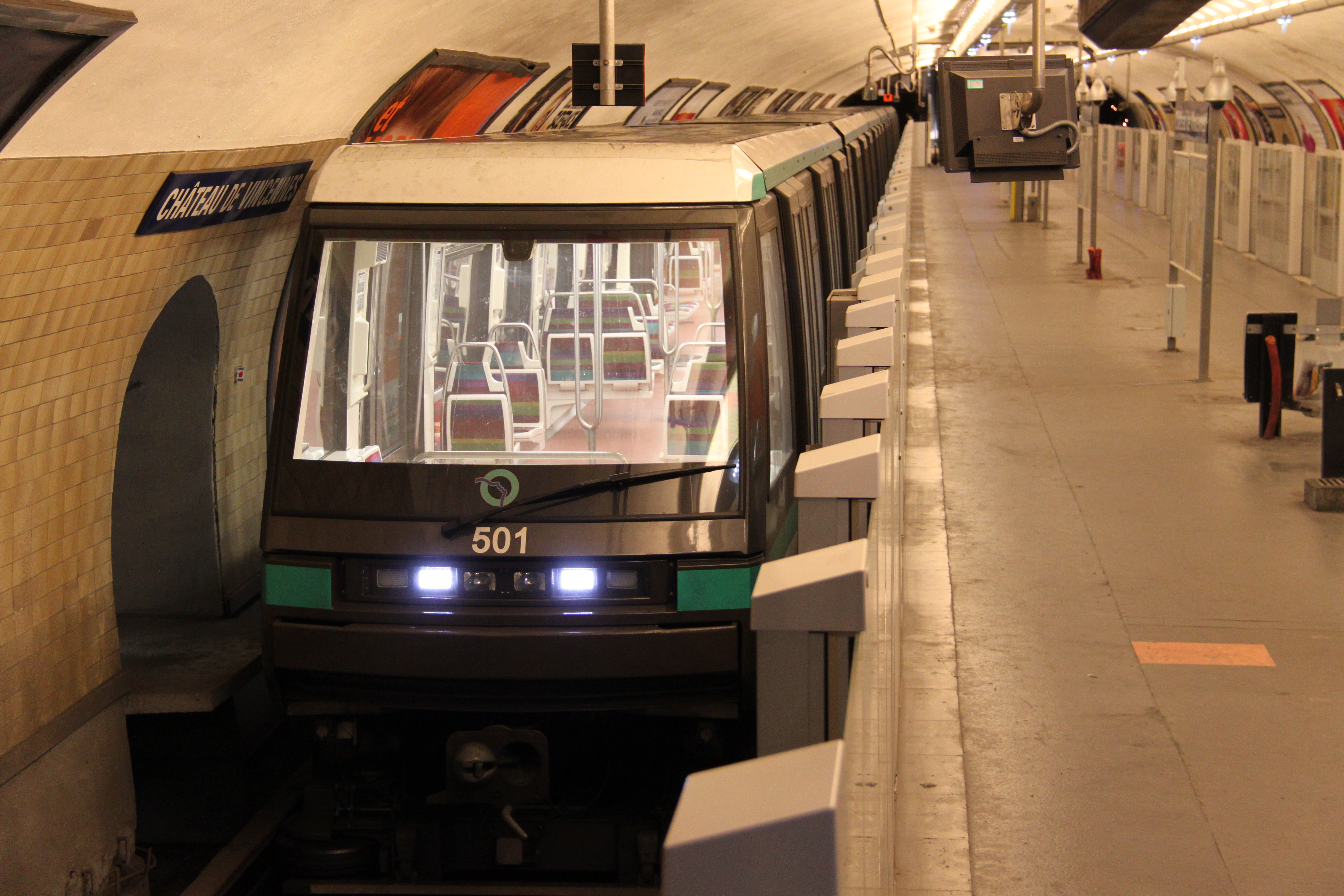
Rame automatique MP 05 et portes palières sur la ligne 1 du métro de Paris.

En 2011, l'automatisation intégrale progressive de la ligne 1 du métro de Paris nécessite l'équipement de nouvelles rames adaptées, les MP 05, toujours sur pneumatiques. Outre les rames, cette automatisation passe par l'installation de portes palières sur les quais et d'un système de commande par radio en remplacement de la grecque. Dès le 15 décembre  2023, la ligne 4 est devenue elle aussi complètement automatisée.
Cependant, en dépit du fait qu'elles seront automatisées, les futures lignes de métro du Grand-Paris Express n'emploieront pas la technologie pneumatique, notamment en raison de sa consommation énergétique plus élevée pour de grandes distances inter-stations.
Entre 2024 et 2027, le métro de Marseille sera lui aussi automatisé, les MPM 76 seront alors remplacées par les Neomma.

### Les tramways sur pneus

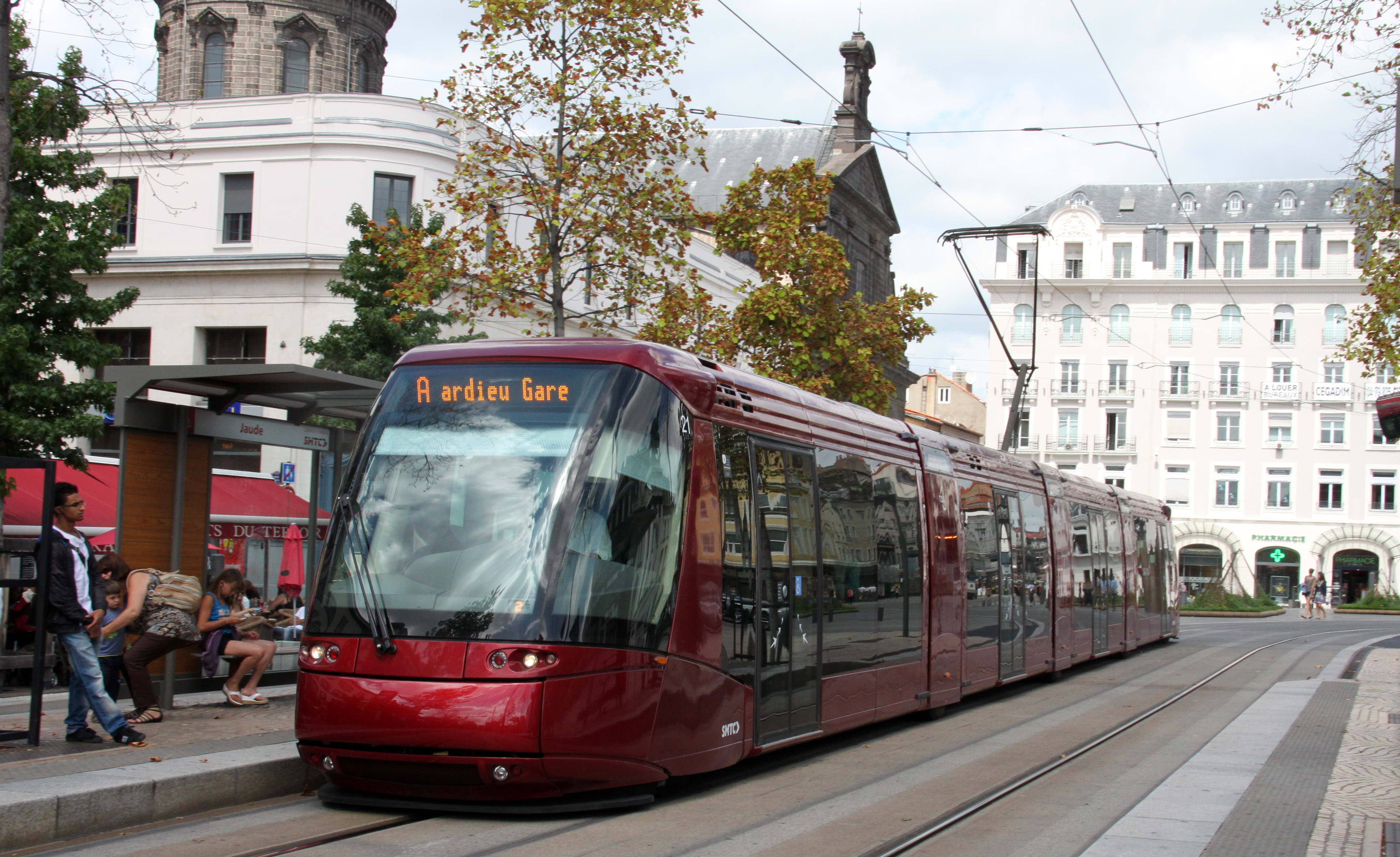
Rame Translohr à Clermont-Ferrand.

Depuis les années 2000, les tramways sur pneumatiques ont été adoptés dans plusieurs villes comme alternative à leurs homologues sur rails. Bien qu'ils nécessitent eux aussi des rails, leurs infrastructures moins coûteuses à construire ont motivé ces choix. Tels le tramway de Clermont-Ferrand, actif depuis 2006, le tramway de Shanghai, ouvert en 2010 et le tramway d'Île-de-France, avec ses lignes T5 et T6, mises en service respectivement en 2013 et 2014.
La technologie de guidage des tramways sur pneumatiques Translohr est utilisée depuis peu par Siemens pour sa gamme Neoval de métros (Cityval) et transports hectométriques (Airval) sur pneumatiques.

## Lignes sur pneumatiques
De nombreuses lignes de métro de tous les pays ont préféré adopter les pneumatiques plutôt que les roues sur rails métalliques selon l'environnement et la configuration. Pour les métros lourds, les technologies Michelin (commercialisée par Bombardier, Alstom et CAF) et Niigata Transys dominent. Pour les métros de petit gabarit et les transports dits hectométriques (desservant de faibles étendues telles des aéroports ou des institutions), les systèmes VAL, Innovia APM de Bombardier et Crystal Mover de Mitsubishi sont prépondérants.

### Villes
| Pays                | Ville        | Système                                                 | Technologie                                            | Année     | Longueur (km) |
| ------------------- | ------------ | ------------------------------------------------------- | ------------------------------------------------------ | --------- | ------------- |
| Canada              | Montréal     | Métro de Montréal                                       | Michelin                                               | 1966      | 71            |
| Canada              | Toronto      | Zoo de Toronto Domain Ride                              | Bendix-Dashaveyor AGT                                  | 1976-1994 | 5,6           |
| Chili               | Santiago     | Métro de Santiago (Lignes 1, 2, 5)                      | Michelin                                               | 1975      | 70,8          |
| Chine*              | Guangzhou    | Métro de Canton (APM)                                   | Bombardier Innovia APM 100                             | 2010      | 3,9           |
| Chine*              | Macao        | Métro léger de Macao                                    | Mitsubishi Crystal Mover                               | 2019      | 9,3           |
| Chine*              | Shanghai     | Métro de Shanghai (Ligne Pujiang)                       | Bombardier Innovia APM 300                             | 2018      | 6,69          |
| États-Unis          | Indianapolis | People Mover de l’université de l'Indiana               | Schwager Davis Inc.                                    | 2003      | 2,25          |
| États-Unis          | Irving       | Las Colinas APT System                                  | Bombardier                                             | 1989      | 2,25          |
| États-Unis          | Jacksonville | Jacksonville Skyway                                     | VAL 256 (changée pour un monorail)                     | 1989-1996 | 1,1           |
| États-Unis          | Miami        | Metromover                                              | Westinghouse C-100 Bombardier Innovia APM 100          | 1986      | 7,1           |
| États-Unis          | Morgantown   | Personal rapid transit de Morgantown                    | Boeing Alden StaRRcar                                  | 1975      | 14            |
| France*             | Lille        | Métro de Lille                                          | Matra VAL 206, 208                                     | 1983      | 45            |
| France*             | Lyon         | Métro de Lyon (Lignes A, B, D)                          | Michelin                                               | 1978      | 29,6          |
| France*             | Marseille    | Métro de Marseille                                      | Michelin                                               | 1977      | 21,5          |
| France*             | Paris        | Métro de Paris (Lignes 1, 4, 6, 11, 14)                 | Michelin                                               | 1952      | 57,6          |
| France*             | Rennes       | Métro de Rennes                                         | VAL 208 et Siemens/Lohr Neoval                         | 2002      | 22,8          |
| France*             | Toulouse     | Métro de Toulouse                                       | VAL 206, 208                                           | 1993      | 28,2          |
| Italie*             | Turin        | Métro de Turin                                          | VAL 208                                                | 2006      | 13,2          |
| Japon               | Hiroshima    | Métro de Hiroshima                                      | Kawasaki / Mitsubishi / Niigata Transys                | 1994      | 18,4          |
| Japon               | Kobe         | Kobe New Transit (Port Island Line / Rokkō Island Line) | Kawasaki                                               | 1981      | 15,3          |
| Japon               | Komaki       | Peachliner                                              | Mitsubishi                                             | 1991-2006 | 7,4           |
| Japon               | Osaka        | Métro d'Osaka (Ligne Nankō Port Town)                   | Niigata Transys                                        | 1981      | 7,9           |
| Japon               | Saitama      | New Shuttle                                             | Kawasaki / Niigata Transys                             | 1983      | 12,7          |
| Japon               | Sakura       | Ligne Yamaman Yūkarigaoka                               | Yamaman / Nippon Sharyo                                | 1982      | 4,1           |
| Japon               | Sapporo      | Métro de Sapporo                                        | Kawasaki                                               | 1971      | 48            |
| Japon               | Tokyo        | New Transit Yurikamome                                  | Mitsubishi / Niigata Transys / Nippon Sharyo / Tokyu   | 1995      | 14,7          |
| Japon               | Tokyo        | Nippori-Toneri Liner                                    | Niigata Transys                                        | 2008      | 9,7           |
| Japon               | Tokyo        | Ligne Seibu Yamaguchi                                   | Niigata Transys                                        | 1985      | 2,8           |
| Japon               | Yokohama     | Ligne Kanazawa Seaside                                  | Mitsubishi / Niigata Transys / Nippon Sharyo / Tokyu   | 1989      | 10,6          |
| Mexique             | Mexico       | Métro de Mexico (Toutes les lignes sauf A & 12)         | Michelin                                               | 1969      | 161,87        |
| République de Corée | Busan        | Métro de Busan (Ligne 4)                                | Woojin                                                 | 2011      | 10,8          |
| République de Corée | Séoul        | Métro de Séoul (Ligne U)                                | VAL 208                                                | 2012      | 11,2          |
| Singapour           | Singapour    | Transport Léger sur Rail de Singapour (LRT)             | Bombardier Innovia APM 100 et Mitsubishi Crystal Mover | 1999      | 28,8          |
| Suisse              | Lausanne     | Métro de Lausanne (Ligne M2)                            | Michelin                                               | 2008      | 5,9           |
| Taiwan              | Taipei       | Métro de Taipei (Ligne 1)                               | VAL 256 Bombardier Innovia APM 256                     | 1996      | 25,7          |

| Notes: *voir : Liste des tramways sur pneus (Clermont-Ferrand, Shanghai, Mestre) |

### Aéroports
| Pays                | Aéroport                                                      | Système                         | Technologie                                   | Année     | Longueur (km) |
| ------------------- | ------------------------------------------------------------- | ------------------------------- | --------------------------------------------- | --------- | ------------- |
| Allemagne           | Francfort (Aéroport de Francfort-sur-le-Main)                 | Navette Inter-Terminaux SkyLine | Bombardier Innovia APM 100                    | 1994      | 1,9           |
| Allemagne           | Munich (Aéroport Franz-Josef-Strauß de Munich)                |                                 | Bombardier Innovia APM 300                    | 2015      | 0,7           |
| Arabie-Saoudite     | Djeddah (Aéroport international Roi-Abdelaziz)                |                                 | Bombardier Innovia APM 300                    | 2016      | 1,5           |
| Chine               | Hong Kong (Aéroport international de Hong Kong)               | Automated People Mover          | Mitsubishi / Ishikawajima-Harima              | 1998      | 1,3           |
| Chine               | Pékin (Aéroport international de Pékin-Capitale)              | Terminal 3 People Mover         | Bombardier Innovia APM 100                    | 2008      | 2,08          |
| Chine               | Shenzen (Aéroport international de Shenzhen Bao'an)           | Navette du Terminal 3           | Bombardier Innovia APM 300                    | 2021      | 2,6           |
| Émirats arabes unis | Dubaï (Aéroport international de Dubaï)                       | Dubaï Airport Rapid Transit     | Bombardier Innovia APM 300                    | 2016      | 1,5           |
| Émirats arabes unis | Dubaï (Aéroport international de Dubaï)                       | Dubaï Airport APM               | Mitsubishi Crystal Mover                      | 2008      | 5,2           |
| Espagne             | Madrid (Aéroport Adolfo-Suárez de Madrid-Barajas)             |                                 | Bombardier Innovia APM 100                    | 2006      | 2,7           |
| France              | Paris (Aéroport de Paris-Orly)                                | Orlyval                         | VAL 206                                       | 1991      | 7,3           |
| France              | Paris (Aéroport de Paris-Charles-de-Gaulle)                   | CDGVAL (deux lignes)            | VAL 208                                       | 2007      | 4,9           |
| Italie              | Rome (Aéroport Léonard-de-Vinci de Rome Fiumicino)            |                                 | Bombardier Innovia APM 100                    | 1999      | 1,1           |
| Malaisie            | Kuala Lumpur (Aéroport international de Kuala Lumpur)         | AeroTrain                       | Bombardier Innovia APM 100                    | 1998      | 1,2           |
| République de Corée | Incheon (Aéroport international d'Incheon)                    | Starline                        | Mitsubishi Crystal Mover                      | 2008      | 0,87          |
| Royaume-Uni         | Londres (Aéroport de Londres-Gatwick)                         | Terminal-Rail Shuttle           | Westinghouse C-100 Bombardier Innovia APM 100 | 1982      | 1,2           |
| Royaume-Uni         | Londres (Aéroport de Londres-Heathrow)                        | Navette du Terminal 5           | Bombardier Innovia APM 200                    | 2008      | 0,67          |
| Royaume-Uni         | Londres (Aéroport de Londres-Stansted)                        | Terminal Trams                  | Westinghouse C-100 Bombardier Innovia APM 100 | 1991      | 3,2           |
| Singapour           | Singapour (Aéroport de Singapour-Changi)                      | Skytrain                        | Westinghouse C-100                            | 1990-2006 | 6,4           |
| Singapour           | Singapour (Aéroport de Singapour-Changi)                      | Skytrain                        | Mitsubishi Crystal Mover                      | 2006      | 6,4           |
| Thaïlande           | Bangkok (Aéroport de Bangkok-Suvarnabhumi)                    | Automated People Mover          | Siemens Airval                                | 2022      | 1,0           |
| États-Unis          | Atlanta (Aéroport international Hartsfield-Jackson d'Atlanta) | ATL Skytrain                    | Mitsubishi Crystal Mover                      | 2009      | 2,41          |
| États-Unis          | Atlanta (Aéroport international Hartsfield-Jackson d'Atlanta) | The Plane Train                 | Westinghouse C-100 Bombardier Innovia APM 100 | 1980      | 4,5           |
| États-Unis          | Chicago (Aéroport International O'Hare)                       | Airport Transit System          | VAL 256                                       | 1993      | 4,3           |
| États-Unis          | Dallas (Aéroport International de Dallas-Fort Worth)          | AirTrans                        | LTV Aerospace                                 | 1974-2005 | 24,1          |
| États-Unis          | Dallas (Aéroport International de Dallas-Fort Worth)          | Skylink                         | Bombardier Innovia APM 200                    | 2005      | 7,7           |
| États-Unis          | Denver (Aéroport International de Denver)                     | Automated Guideway System       | Bombardier Innovia APM 100                    | 1995      | 2             |
| États-Unis          | Houston (Aéroport Intercontinental George Bush)               | Skyway (TerminaLink)            | Bombardier Innovia APM 100                    | 1999      | 1,1           |
| États-Unis          | Las Vegas (Aéroport international McCarran de Las Vegas)      | Airport People Movers           | Westinghouse C-100 Bombardier Innovia APM 100 | 1985      | 1,7           |
| États-Unis          | Miami (Aéroport International de Miami)                       | MIA Mover                       | Mitsubishi Crystal Mover                      | 2011      | 2,3           |
| États-Unis          | Miami (Aéroport International de Miami)                       | Skytrain                        | Mitsubishi Crystal Mover                      | 2010      | 1,13          |
| États-Unis          | Miami (Aéroport International de Miami)                       | APM du hall E                   | Westinghouse C-100                            | 1980      | 0,4           |
| États-Unis          | Orlando (Aéroport international d'Orlando)                    | Airside 1 à 4                   | Westinghouse C-100                            | 1981      | 2             |
| États-Unis          | Orlando (Aéroport international d'Orlando)                    | Airside 1 et 3                  | Mitsubishi Crystal Mover                      | 2016      | 1             |
| États-Unis          | Orlando (Aéroport international d'Orlando)                    | South Airport APM               | Mitsubishi Crystal Mover                      | 2017      | 2,25          |
| États-Unis          | Phoenix (Aéroport international Sky Harbor de Phoenix)        | PHX Sky Train                   | Bombardier Innovia APM 200                    | 2012      | 3,5           |
| États-Unis          | Pittsburgh (Aéroport International de Pittsburgh)             | Airport People Mover            | Bombardier Innovia APM 100                    | 1992      | 0,79          |
| États-Unis          | San Francisco (Aéroport International de San Francisco)       | AirTrain                        | Bombardier Innovia APM 100                    | 2003      | 10            |
| États-Unis          | Tampa (Aéroport International de Tampa)                       |                                 | Westinghouse C-100 Bombardier Innovia APM 100 | 1971      | 1,5           |
| États-Unis          | Tampa (Aéroport International de Tampa)                       | SkyConnect                      | Mitsubishi Crystal Mover                      | 2018      | 2,25          |
| États-Unis          | Seattle (Aéroport international de Seattle-Tacoma)            | Satellite Transit System        | Westinghouse C-100 Bombardier Innovia APM 100 | 1973      | 2,7           |
| États-Unis          | Sacramento (Aéroport international de Sacramento)             | SMF Automated People Mover      | Bombardier Innovia APM 100                    | 2011      | 0,41          |
| États-Unis          | Washington (Aéroport international de Washington-Dulles)      | AeroTrain                       | Mitsubishi Crystal Mover                      | 2009      | 3,5           |

## En construction
| Pays       | Ville                                               | Système                    | Technologie                | Année | Longueur (km) |
| ---------- | --------------------------------------------------- | -------------------------- | -------------------------- | ----- | ------------- |
| États-Unis | Los Angeles (Aéroport international de Los Angeles) | LAX Automated People Mover | Bombardier Innovia APM 300 | 2023  | 3,6           |
| Allemagne  | Francfort (Aéroport de Francfort-sur-le-Main)       |                            | Siemens Airval             | 2023  | 5,6           |

### Projets
| Pays        | Ville    | Système                             | Technologie | Longueur (km) |
| ----------- | -------- | ----------------------------------- | ----------- | ------------- |
| Suisse      | Lausanne | Métro de Lausanne (Ligne M3)        | Michelin    | 3,6           |
| Philippines | Manille  | AGT de l’Université des Philippines | AGT         | 6,9           |